# Lista das estruturas e edifícios mais altos de Tóquio
Tóquio é a mais populosa das 47 prefeituras[A] do Japão. Tóquio continental divide-se em duas partes: Bairros/Regiões Especiais de Tóquio (Wards)[B] e Tóquio Ocidental. As estruturas mais altas da prefeitura encontram-se nos 23 wards especiais, os quais compõem a área anteriormente designada por Cidade de Tóquio. A maioria destas estruturas são edifícios; no entanto, existem outros tipos de estruturas que estão entre as mais altas da prefeitura, como torres de treliça ou chaminés de centrais de incineração. Existem mais de 200 estruturas em Tóquio com pelo menos 150 metros de altura, sendo que 47 possuem alturas iguais ou superiores a 200 metros, incluindo aquelas que ainda estão em construção, mas que se encontram topped out.[C]
A estrutura mais alta da prefeitura é a Tokyo Skytree, uma torre de treliça mega alta com 634 metros de altura, a qual foi concluída em 2012. É também a estrutura mais alta do Japão, a torre mais alta do mundo e a terceira estrutura independente[D] mais alta do mundo. A segunda estrutura mais alta em Tóquio é a Torre de Tóquio, uma torre de treliça de 333 metros, concluída em 1958. O edifício mais alto e terceira estrutura mais alta é a Azabudai Hills Mori JP Tower, com 325 metros de altura e concluída em 2023. Atualmente, é o único arranha-céus super alto em Tóquio, sendo também o edifício mais alto do Japão e o maior arranha-céus do mundo em área de piso. Incluindo edifícios que se encontram topped out,[C] Tóquio possui 17 das 25 estruturas independentes mais altas e 18 dos 25 edifícios mais altos do país.
Em janeiro de 2025, 32 arranha-céus estavam em construção na prefeitura (150 m ou mais). Onze destes edifícios terão alturas superiores a 200 metros, incluindo um arranha-céus super alto: a Torch Tower de 385 metros de altura. Este será o novo edifício mais alto em Tóquio e no Japão, após a sua conclusão em 2028.

## História
A construção de arranha-céus é um fenómeno relativamente recente no Japão. Antes da Segunda Guerra Mundial, os edifícios mais altos em Tóquio eram o Ryounkaku (69 m), severamente danificado no Grande Terramoto de Kanto de 1923 e subsequentemente demolido, e o Edifício da Dieta Nacional (65 m). Devido a preocupações estéticas e de engenharia, a Lei de Padrões de Construção do Japão impôs um limite de altura de 31 metros até 1963. Este viria a ser abolido a favor de um limite de coeficiente de aproveitamento. Após estas alterações aos regulamentos de construção, o Hotel New Otani Tokyo (72 m) e o Edifício Kasumigaseki—considerado o primeiro arranha-céus moderno do Japão, com 36 andares e 156 metros de altura—foram construídos e concluídos em 1964 e 1968, respetivamente, marcando o início da verticalização de Tóquio.
O milagre económico japonês do pós-guerra e a realização dos Jogos Olímpicos de Verão de 1964 levaram a um boom de construção em Tóquio durante as décadas de 1960 e 1970. Tóquio foi pioneira na construção de arranha-céus na Ásia (150 m ou mais), com vários dos seus edifícios a deterem o título de edifício mais alto da Ásia durante essas duas décadas. A construção continuou durante as décadas de 1980 e 1990, período em que a bolha japonesa cresceu e, posteriormente, colapsou. Nishi-Shinjuku, um dos distritos de Shinjuku, foi a primeira grande área de desenvolvimento de arranha-céus em Tóquio. O Keio Plaza Hotel (178 m) foi o primeiro arranha-céus a ser concluído neste distrito, em 1971. Atualmente, Nishi-Shinjuku alberga 11 dos 50 arranha-céus mais altos de Tóquio. Desde então, outros distritos de arranha-céus foram desenvolvidos, como aqueles ao redor da Estação de Tóquio, Shiodome, Toranomon, Estação de Shibuya, entre outros.
Tóquio tem sido palco de muitos projetos de construção de arranha-céus nos últimos anos. Na última década, foram concluídos 16 edifícios com altura superior a 200 metros, 6 dos quais desde 2023. Um total de 60 edifícios com pelo menos 150 metros de altura foram concluídos na prefeitura desde 2014. Tóquio está a passar por uma fase de grandes redesenvolvimentos urbanos, pelo que muitos outros projetos foram propostos para construção nos próximos anos.

## Estruturas mais altas
As tabelas presentes abaixo listam as estruturas mais altas em Tóquio, separando estruturas habitáveis (edifícios) de estruturas não habitáveis ou parcialmente habitáveis.[E] Seguindo os critérios do Conselho dos Edifícios Altos e Habitat Urbano (CTBUH), a medição de altura de edifícios corresponde à altura arquitetónica[F] dos mesmos, enquanto que a medição de altura de outros tipos de estruturas corresponde à altura do pináculo.[G]

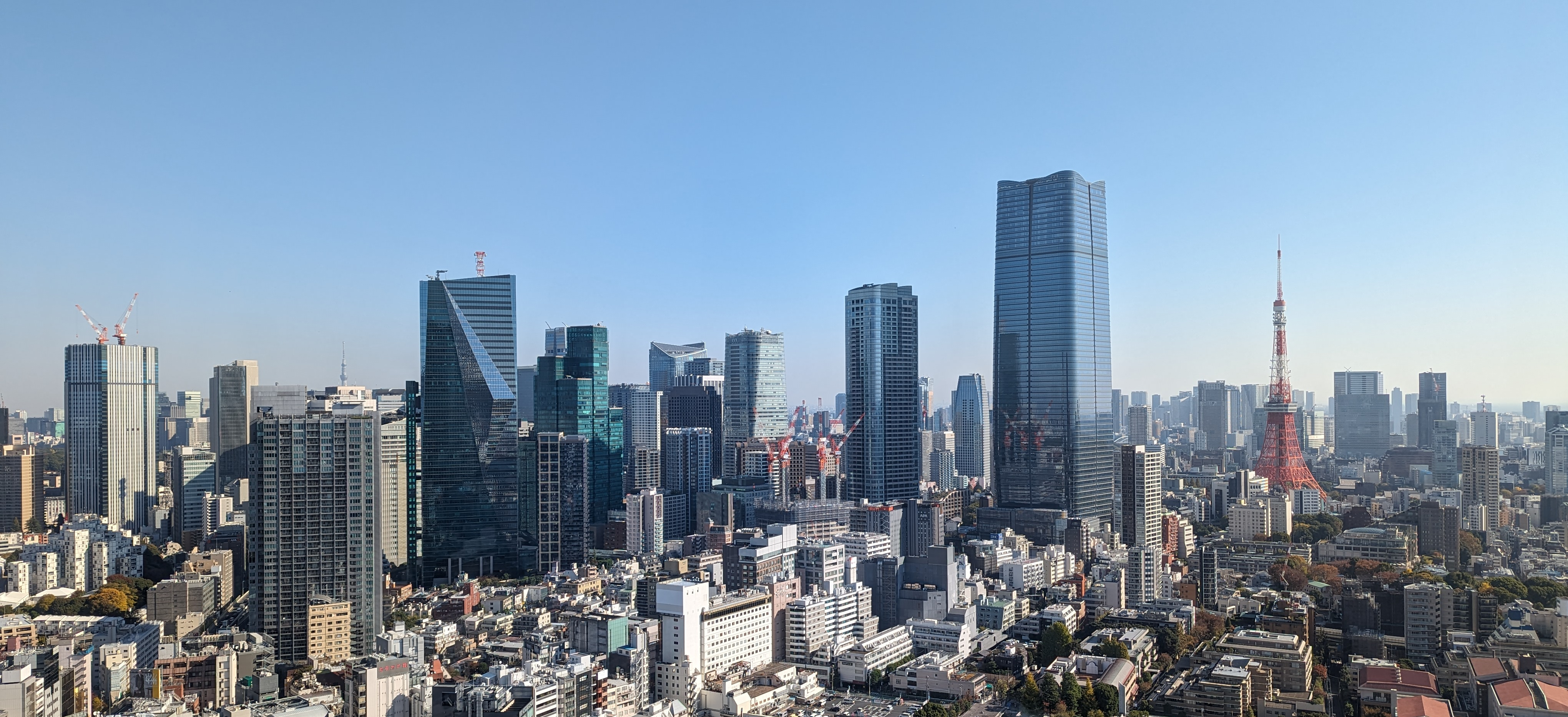
Skyline de Minato vista a partir da Roppongi Hills Mori Tower, em novembro de 2023.

### Edifícios mais altos

#### 200 metros ou mais
Esta lista classifica os arranha-céus mais altos em Tóquio com alturas iguais ou superiores a 200 metros, e com base na medição de altura padrão.[F] Esta altura inclui detalhes arquitetónicos, mas não inclui mastros de antenas. Um sinal de igual (=) após uma classificação indica que dois ou mais edifícios têm a mesma altura. A coluna “Ano” indica o ano em que um edifício foi concluído. Torres independentes, chaminés e outras estruturas não habitáveis, ou apenas parcialmente habitáveis,[E] encontram-se na lista para fins de comparação; no entanto, não estão classificadas. A medição de altura destas estruturas inclui mastros.[G]
| Posição | Nome                                                | Imagem | Altura (m) | Pisos | Ano  | Localização                                | Notas |
| ------- | --------------------------------------------------- | --- | ---------- | ----- | ---- | ------------------------------------------ | --- |
| —       | Tokyo Skytree                                       | Tokyo Skytree | 634        | 32    | 2012 | Sumida 35° 42′ 36,5″ N, 139° 48′ 39″ L     | - Tipo de estrutura: torre de treliça - Torre mais alta do mundo - Estrutura mais alta da Ásia Oriental - Estrutura mais alta concluída na década de 2010, a nível mundial - Possui observatórios a cerca de 350 m e 450 m |
| —       | Torre de Tóquio                                     | Tokyo Tower | 333        | 7     | 1958 | Minato 35° 39′ 31″ N, 139° 44′ 44″ L       | - Tipo de estrutura: torre de treliça - Torre de treliça com quatro lados mais alta do mundo - Torre mais alta do mundo aquando da sua conclusão - Estrutura independente mais alta concluída na década de 1950, a nível mundial - Possui observatórios a cerca de 150 m e 250 m (SkyscraperPage afirma que os mesmos estão a 125 m e 225 m) |
| 1       | Azabudai Hills Mori JP Tower                        | Toranomon-Azabudai District Building A | 325        | 64    | 2023 | Minato 35° 39′ 39″ N, 139° 44′ 26″ L       | - Edifício mais alto do Japão - Maior arranha-céus do mundo em área de piso - Edifício mais alto concluído no Japão na década de 2020 |
| 2       | Toranomon Hills Station Tower                       | Toranomon Hills Station Tower | 266        | 49    | 2023 | Minato 35° 40′ 02,76″ N, 139° 44′ 51,08″ L | - Edifício mais alto em Toranomon - 4.º edifício mais alto do Japão |
| 3       | Azabudai Hills Residência B                         | Azabudai Hills Residência B | 263        | 64    | 2025 | Minato 35° 39′ 45,1″ N, 139° 44′ 20,63″ L  | - Edifício residencial mais alto do Japão: é mixed-use, mas predominantemente residencial (pisos 6 a 64) - Topped out: conclusão prevista para agosto de 2025 - 5.º edifício mais alto do Japão |
| 4       | Toranomon Hills Mori Tower                          | Toranomon Hills | 256        | 52    | 2014 | Minato 35° 40′ 01″ N, 139° 44′ 58″ L       | - Edifício mais alto em Tóquio aquando da sua conclusão - Edifício mais alto concluído em Tóquio na década de 2010 - 8.º edifício mais alto do Japão |
| 5       | Estação de Tóquio Yaesu 1-Chōme Distrito Este       | | 250        | 51    | 2025 | Chūō 35° 40′ 51,27″ N, 139° 46′ 14,06″ L   | - Edifício mais alto em Yaesu - Topped out: conclusão prevista para julho de 2025 - 9.º edifício mais alto do Japão |
| 6       | Midtown Tower                                       | Midtown Tower | 248        | 54    | 2007 | Minato 35° 39′ 58″ N, 139° 43′ 53″ L       | - Edifício mais alto em Akasaka - Edifício mais alto em Tóquio aquando da sua conclusão - Edifício mais alto concluído no Japão na década de 2000 - 10.º edifício mais alto do Japão |
| 7       | Edifício do Governo Metropolitano de Tóquio (Tochō) | Tokyo Metropolitan Government Building No.1 | 243        | 48    | 1991 | Shinjuku 35° 41′ 22″ N, 139° 41′ 29,5″ L   | - Edifício mais alto em Nishi-Shinjuku - City Hall mais alto do mundo - Edifício mais alto do Japão aquando da sua conclusão - Edifício mais alto concluído em Tóquio na década de 1990 - 13.º edifício mais alto do Japão |
| 8=      | Sunshine 60                                         | Ground-level view of a gray, rectangular high-rise lined with columns of windows | 240        | 60    | 1978 | Toshima 35° 43′ 46,5″ N, 139° 43′ 04″ L    | - Edifício mais alto em Higashi-Ikebukuro - Edifício mais alto da Ásia aquando da sua conclusão - Edifício mais alto concluído na Ásia na década de 1970 - O Prince Hotel (130 m) também faz parte do complexo Sunshine City - 14.º edifício mais alto do Japão                                                                              |
| 8=      | Edifício NTT DoCoMo Yoyogi                          | Ground-level view of a brown, rectangular high-rise; as it rises, it terraces to a point and a white and an orange antenna rises from the top. A clock is located on one side of the building.   | 240        | 27    | 2000 | Shibuya 35° 41′ 03,7″ N, 139° 42′ 11,7″ L  | - Edifício mais alto em Sendagaya - 2.ª torre de relógio mais alta do mundo - Altura do pináculo: 272 m - Edifício mais alto em Tóquio pela altura do pináculo antes da conclusão da Azabudai Hills Mori JP Tower - 14.º edifício mais alto do Japão e 4.º mais alto pela altura do pináculo                                                 |
| 8=      | Tokyo Midtown Yaesu Central Tower                   | | 240        | 45    | 2022 | Chūō 35° 40′ 45″ N, 139° 46′ 08″ L         | - 14.º edifício mais alto do Japão |
| 11      | Roppongi Hills Mori Tower                           | Aerial view of a gray, oval-shaped high-rise lined with rows of windows; the facade is bisected by a smaller midsection                                                                          | 238        | 54    | 2003 | Minato 35° 39′ 38″ N, 139° 43′ 45″ L       | - Edifício mais alto em Roppongi |
| 12      | Azabudai Hills Residência A                         | Toranomon Azabudai East Tower | 237        | 54    | 2023 | Minato 35° 39′ 43,77″ N, 139° 44′ 25,24″ L | - 2.º edifício residencial mais alto do Japão: é mixed-use, mas predominantemente residencial (pisos 14 a 54) |
| 13      | Shinjuku Park Tower                                 | Shinjuku Park Tower | 235        | 52    | 1994 | Shinjuku 35° 41′ 08″ N, 139° 41′ 27,4″ L   | [ 60 ] [ 61 ] [ 62 ] |
| 14      | Tokyo Opera City Tower                              | Mid-level view of a white, window-dotted, rectangular high-rise; the corners are cut and made of glass                                                                                           | 234        | 54    | 1996 | Shinjuku 35° 40′ 58″ N, 139° 41′ 12,6″ L   | [ 63 ] [ 64 ] [ 65 ] |
| 15      | Sumitomo Fudosan Roppongi Grand Tower               | | 231        | 40    | 2016 | Minato 35° 39′ 52,6″ N, 139° 44′ 15,6″ L   | - A Roppongi Grand Tower Residence (109 m) faz parte do complexo |
| 16      | Shibuya Scramble Square                             | | 230        | 47    | 2019 | Shibuya 35° 39′ 30″ N, 139° 42′ 08″ L      | - Edifício mais alto em Shibuya (distrito) - O observatório SHIBUYA SKY, com acesso ao rooftop, encontra-se a cerca de 230 m |
| 17      | Blue Front Shibaura Edifício S                      | | 229        | 43    | 2025 | Minato 35° 39′ 03,38″ N, 139° 45′ 26,4″ L  | - Edifício mais alto em Shibaura - Topped out: conclusão prevista para fevereiro de 2025 |
| 18=     | Edifício Shinjuku Mitsui                            | Ground-level view of a black, rectangular high-rise. its glass facades are highly reflective and the smaller facade is bisected by black, inset, crisscrossed beams                              | 225        | 55    | 1974 | Shinjuku 35° 41′ 30,8″ N, 139° 41′ 38″ L   | - Edifício mais alto da Ásia aquando da sua conclusão |
| 18=     | Tokyu Kabukicho Tower                               | | 225        | 48    | 2023 | Shinjuku 35° 41′ 45″ N, 139° 42′ 02″ L     | - Edifício mais alto em Kabukicho |
| 20      | Edifício Shinjuku Center                            | Ground-level view of a brown, rectangular high-rise; the window placement creates several horizontal bands on one side and one vertical stripe on the other                                      | 223        | 54    | 1979 | Shinjuku 35° 41′ 30,5″ N, 139° 41′ 43″ L   | [ 78 ] [ 79 ] [ 80 ] |
| 21      | Toranomon Hills Residential Tower                   | | 222        | 54    | 2022 | Minato 35° 39′ 58″ N, 139° 44′ 55″ L       | - Edifício mais alto em Atago |
| 22      | Saint Luke's Tower                                  | Ground-level view of two blueish-grey buildings connected by an enclosed corridor near the top of the buildings                                                                                  | 221        | 47    | 1994 | Chūō 35° 40′ 01″ N, 139° 46′ 43″ L         | - Edifício mais alto em Akashicho - Conectado à St. Luke's Residence (146 m) através de uma skybridge |
| —       | Ministério da Defesa Ichigaya Edifício B            | Ministério da Defesa em Ichigaya | 220        | 10    | 1996 | Shinjuku 35° 41′ 36″ N, 139° 43′ 36,5″ L   | - Tipo de estrutura: edifício com torre de treliça - Estrutura mais alta em Ichigaya-Honmurachō |
| 23      | Shiodome City Center                                | Ground-level view of a high-rise's curved, reflective glass facade; it is bisected by a vertical groove                                                                                          | 216        | 43    | 2003 | Minato 35° 39′ 55″ N, 139° 45′ 40,5″ L     | - Edifício mais alto em Higashi-Shinbashi e Shiodome |
| 24      | Sumitomo Fudosan Mita Garden Tower                  | Ground-level view of a glass skyscraper with red accents on its exterior | 215        | 42    | 2023 | Minato 35° 38′ 42,7″ N, 139° 44′ 35,3″ L   | - Edifício mais alto em Mita |
| 25      | Edifício Sede da Dentsu                             | Ground-level view of a thin high-rises's curved, glass facade | 213        | 48    | 2002 | Minato 35° 39′ 52,7″ N, 139° 45′ 46″ L     | [ 92 ] [ 93 ] [ 94 ] |
| 26      | Tokiwabashi Tower                                   | | 212        | 38    | 2021 | Chiyoda 35° 41′ 03″ N, 139° 46′ 14″ L      | - Edifício mais alto em Otemachi - Faz parte do projeto Tokyo Torch |
| 27      | Edifício Shinjuku Sumitomo                          | Ground-level view of a gray, window-dotted high-rise | 210        | 52    | 1974 | Shinjuku 35° 41′ 28,7″ N, 139° 41′ 33″ L   | - Primeiro edifício na Ásia a ultrapassar os 200 m de altura - Primeiro edifício no Japão com 50 andares ou mais - Edifício mais alto da Ásia aquando da sua conclusão - Trabalhos de renovação foram concluídos em 2020, os quais incluíram a construção de um átrio em aço e vidro em torno da base do edifício                            |
| —       | Central de Incineração de Toshima                   | Central de Incineração de Toshima | 210        | 11    | 1999 | Toshima 35° 44′ 04,8″ N, 139° 42′ 51,9″ L  | - Tipo de estrutura: chaminé - Chaminé de incineração mais alta do mundo - Estrutura mais alta em Kami-Ikebukuro |
| 28=     | Edifício Shinjuku Nomura                            | Ground-level view of a white, rectangular, window-dotted high-rise; one side is vertically bisected                                                                                              | 209        | 50    | 1978 | Shinjuku 35° 41′ 35″ N, 139° 41′ 43″ L     | [ 101 ] [ 102 ] [ 103 ] |
| 28=     | The Park House Nishi‑Shinjuku Tower 60              | The Park House Nishishinjuku Tower 60 | 209        | 60    | 2017 | Shinjuku 35° 41′ 37,75″ N, 139° 41′ 12″ L  | - Edifício inteiramente residencial mais alto de Tóquio |
| 28=     | Tokyo PortCity Takeshiba Office Tower               | | 209        | 39    | 2020 | Minato 35° 39′ 17,5″ N, 139° 45′ 40,5″ L   | - Edifício mais alto em Kaigan e Takeshiba |
| 28=     | Tokyo World Gate Akasaka Trust Tower                | | 209        | 43    | 2024 | Minato 35° 40′ 10,97″ N, 139° 44′ 25,57″ L | [ 110 ] [ 111 ] [ 112 ] |
| 32      | Ark Hills Sengokuyama Mori Tower                    | | 207        | 47    | 2012 | Minato 35° 39′ 48″ N, 139° 44′ 33″ L       | [ 113 ] [ 114 ] [ 115 ] |
| 33=     | GranTokyo North Tower                               | Ground-level view of a glass, rectangular high-rise | 205        | 43    | 2007 | Chiyoda 35° 40′ 40,3″ N, 139° 46′ 00″ L    | - Edifício mais alto em Marunouchi |
| 33=     | GranTokyo South Tower                               | Mid-level view of a rectangular, glass high-rise; one side is vertically bisected by a section                                                                                                   | 205        | 42    | 2007 | Chiyoda 35° 40′ 43″ N, 139° 46′ 02″ L      | - Edifício mais alto em Marunouchi |
| 33=     | Akasaka Intercity AIR                               | | 205        | 38    | 2017 | Minato 35° 40′ 11,5″ N, 139° 44′ 31″ L     | - O edifício Akasaka Intercity (135 m) situa-se ao lado |
| 36      | Mode Gakuen Cocoon Tower                            | Ground-level view of a blue, glass high-rise. Two opposite sides of the building curve inward until meeting at the top; these sides also have many white stripes haphazardly strewn across them. | 204        | 50    | 2008 | Shinjuku 35° 41′ 30″ N, 139° 41′ 49″ L     | - 2.º edifício educativo mais alto do mundo |
| 37      | Izumi Garden Tower                                  | | 201        | 45    | 2002 | Minato 35° 39′ 52″ N, 139° 44′ 23″ L       | - A Izumi Garden Residence (116 m) faz parte do complexo |
| 38=     | Edifício Sompo Japan                                | Ground-level view of a thin, brown and white high-rise; the two wider sides curve and flair out as they near the bottom                                                                          | 200        | 43    | 1976 | Shinjuku 35° 41′ 33,8″ N, 139° 41′ 46″ L   | [ 131 ] [ 132 ] [ 133 ] |
| —       | Edifício da TEPCO                                   | Edifício da TEPCO | 200        | 22    | 1997 | Chiyoda 35° 40′ 12,9″ N, 139° 45′ 30,8″ L  | - Tipo de estrutura: edifício com torre de treliça - Estrutura mais alta em Uchi-saiwaicho - Será demolido: Tokyo Cross Park será construído no local |
| 38=     | JP Tower                                            | Ground-level view of a blue, glass high-rise; the tower sits behind a small, white, stone, window-dotted facade                                                                                  | 200        | 38    | 2012 | Chiyoda 35° 40′ 46,5″ N, 139° 45′ 53″ L    | [ 135 ] [ 136 ] [ 137 ] |
| 38=     | Otemachi Tower                                      | | 200        | 38    | 2013 | Chiyoda 35° 41′ 07,5″ N, 139° 45′ 56″ L    | - Construído no local do Otemachi Financial Center (105 m) |
| 38=     | Edifício Sede do Yomiuri Shimbun                    | | 200        | 33    | 2013 | Chiyoda 35° 41′ 07,5″ N, 139° 45′ 56″ L    | [ 141 ] [ 142 ] [ 143 ] |
| 38=     | Otemachi One Tower                                  | | 200        | 40    | 2020 | Chiyoda 35° 41′ 16,5″ N, 139° 45′ 47,5″ L  | [ 144 ] [ 145 ] [ 146 ] |

#### 150 metros - 199 metros
Esta lista classifica arranha-céus em Tóquio com alturas entre 150 metros e 199 metros, com base na medição de altura padrão. Um sinal de igual (=) após uma classificação indica que dois ou mais edifícios têm a mesma altura. Estruturas não habitáveis, ou apenas parcialmente habitáveis, encontram-se na lista para fins de comparação; no entanto, não estão classificadas. A medição de altura destas estruturas inclui mastros.
| Posição | Nome                                              | Imagem | Altura (m) | Pisos | Ano  | Localização                                     | Notas |
| ------- | ------------------------------------------------- | --- | ---------- | ----- | ---- | ----------------------------------------------- | --- |
| 43      | Edifício Shin‑Marunouchi                          | Shin-Marunouchi Building | 198        | 38    | 2007 | Chiyoda 35° 40′ 57″ N, 139° 45′ 51,7″ L         | [ 147 ] [ 148 ] [ 149 ] |
| 44      | World Trade Center Edifício Sul                   | | 197        | 39    | 2021 | Minato 35° 39′ 17″ N, 139° 45′ 22″ L            | - Edifício mais alto em Hamamatsucho |
| —       | Sky Tower West Tokyo                              | Torre de Nishitokyo | 195        | —     | 1989 | Nishitōkyō[H] 35° 44′ 06,5″ N, 139° 31′ 22,5″ L | - Tipo de estrutura: torre de treliça - Estrutura mais alta em Tóquio Ocidental |
| 45=     | Harumi Island Triton Square Tower X               | View of a three-building complex; each building is white and blue and lined with rows of windows                                                                           | 195        | 44    | 2001 | Chūō 35° 39′ 22,4″ N, 139° 46′ 57″ L            | - Edifício mais alto em Harumi - Edifício mais alto nas ilhas da Baía de Tóquio - Três arranha-céus conectados através de skybridges                                                                           |
| 45=     | Nihonbashi Mitsui Tower                           | Ground-level view of a rectangular, glass high-rise; adjoining the high-rise is a stone building featuring columns                                                         | 195        | 39    | 2005 | Chūō 35° 41′ 13″ N, 139° 46′ 22,8″ L            | - Edifício mais alto em Nihonbashi-Muromachi |
| 45=     | Sumitomo Fudosan Shinjuku Grand Tower             | Ground-level view of a blue and black, rectangular, glass high-rise; one facade is covered in slightly protruding vertical stripes.                                        | 195        | 40    | 2011 | Shinjuku 35° 41′ 46″ N, 139° 41′ 26″ L          | [ 158 ] [ 159 ] [ 160 ] |
| 45=     | Park Tower Kachidoki Sul                          | | 195        | 58    | 2023 | Chūō 35° 39′ 23,09″ N, 139° 46′ 34,35″ L        | - Edifício mais alto em Kachidoki - Edifício mais alto nas ilhas da Baía de Tóquio |
| 49      | Sanno Park Tower                                  | Ground-level view of a boxy, gray high-rise | 194        | 44    | 2000 | Chiyoda 35° 40′ 23″ N, 139° 44′ 26″ L           | - Edifício mais alto em Nagatacho |
| 50      | Nittele Tower                                     | Ground-level view of a blue, glass, rectangular high-rise; attached to one side of the building are two structures consisting of poles that run the height of the building | 193        | 32    | 2003 | Minato 35° 39′ 52,7″ N, 139° 45′ 35,6″ L        | - Possui o Grande Relógio Ni-Tele, da autoria de Hayao Miyazaki |
| 51=     | Mid Tower                                         | Ground-level view of two similar rectangular high-rises; each building is painted to have curved sections of color on the primarily white facades                          | 192        | 58    | 2008 | Chūō 35° 39′ 21″ N, 139° 46′ 25″ L              | [ 168 ] [ 169 ] [ 170 ] |
| 51=     | Sea Tower                                         | Ground-level view of two similar rectangular high-rises; each building is painted to have curved sections of color on the primarily white facades                          | 192        | 58    | 2008 | Chūō 35° 39′ 17,6″ N, 139° 46′ 29,3″ L          | [ 171 ] [ 172 ] [ 173 ] |
| 51=     | Kachidoki View Tower                              | Ground-level view of a white, rectangular high-rise; the corners are cut and balconies form horizontal stripes up the height of the tower                                  | 192        | 55    | 2010 | Chūō 35° 39′ 34″ N, 139° 46′ 36″ L              | [ 174 ] [ 175 ] [ 176 ] |
| 54=     | Tomihisa Cross Comfort Tower                      | | 191        | 55    | 2015 | Shinjuku 35° 41′ 31″ N, 139° 42′ 50,3″ L        | - Edifício mais alto em Tomihisacho |
| 54=     | Tokyo Midtown Hibiya Mitsui Tower                 | | 191        | 35    | 2018 | Chiyoda 35° 40′ 25″ N, 139° 45′ 32,8″ L         | - Edifício mais alto em Yurakucho |
| 56      | Acty Shiodome                                     | Aerial view of a brown and beige, rectangular, window-dotted high-rise | 190        | 56    | 2004 | Minato 35° 39′ 29,5″ N, 139° 45′ 32″ L          | [ 183 ] [ 184 ] [ 185 ] |
| 57=     | Shinjuku I‑Land Tower                             | Ground-level view of a blue, glass, rectangular high-rise lined with rows of windows; a small circular pad sits atop the building                                          | 189        | 44    | 1995 | Shinjuku 35° 41′ 36″ N, 139° 41′ 35,5″ L        | [ 186 ] [ 187 ] [ 188 ] |
| 57=     | Owl Tower                                         | Ground-level view of a rectangular, window-dotted high-rise; the facades are tri-colored with white, beige and gray areas                                                  | 189        | 52    | 2011 | Toshima 35° 43′ 39″ N, 139° 43′ 11″ L           | [ 189 ] [ 190 ] [ 191 ] |
| 57=     | Brillia Tower Ikebukuro                           | Ground-level view of a rectangular, brown high-rise; it sits on a larger base that has multi-colored panels                                                                | 189        | 49    | 2015 | Toshima 35° 43′ 34″ N, 139° 42′ 59,7″ L         | - Edifício mais alto em Minami‑Ikebukuro |
| 57=     | The Okura Prestige Tower                          | | 189        | 41    | 2019 | Minato 35° 40′ 01″ N, 139° 44′ 38,5″ L          | [ 195 ] [ 196 ] [ 197 ] |
| 61=     | Atago Green Hills Mori Tower                      | Aerial view of a glass, window-dotted high rise; the corners are cut near the top                                                                                          | 187        | 42    | 2001 | Minato 35° 39′ 43,5″ N, 139° 44′ 55,5″ L        | [ 198 ] [ 199 ] [ 200 ] |
| 61=     | Capital Gate Place                                | | 187        | 53    | 2015 | Chūō 35° 39′ 50″ N, 139° 46′ 59,9″ L            | - Edifício mais alto em Tsukishima |
| 63=     | Toranomon Hills Business Tower                    | Toranomon Hills Business Tower | 185        | 36    | 2019 | Minato 35° 40′ 04,43″ N, 139° 45′ 00,93″ L      | [ 203 ] |
| 63=     | World Tower Residence                             | World Tower Residence | 185        | 46    | 2024 | Minato 35° 39′ 17,89″ N, 139° 45′ 19,78″ L      | - Topped out: conclusão prevista para novembro de 2024 |
| 63=     | Toranomon Alcea Tower                             | Toranomon Alcea Tower | 185        | 38    | 2025 | Minato 35° 40′ 08,64″ N, 139° 44′ 46,46″ L      | - Topped out: conclusão prevista para fevereiro de 2025 |
| 66=     | Cerulean Tower                                    | Cerulean Tower | 184        | 41    | 2001 | Shibuya 35° 39′ 22,93″ N, 139° 41′ 58,41″ L     | - Edifício mais alto em Sakuragaokacho |
| 66=     | Shinjuku Oak Tower                                | Shinjuku Oak Tower | 184        | 38    | 2002 | Shinjuku 35° 41′ 38,14″ N, 139° 41′ 26,09″ L    | [ 205 ] |
| 68      | Shibuya Hikarie                                   | Shibuya Hikarie | 183        | 33    | 2012 | Shibuya 35° 39′ 32,51″ N, 139° 42′ 12,49″ L     | [ 206 ] |
| 69      | Branz Tower Toyosu                                | Branz Tower Toyosu | 181        | 48    | 2021 | Kōtō 35° 39′ 06,44″ N, 139° 47′ 38,85″ L        | - Edifício mais alto em Toyosu |
| 70=     | NEC Supertower                                    | NEC Super Tower | 180        | 44    | 1990 | Minato 35° 38′ 58,06″ N, 139° 44′ 52,81″ L      | - Edifício mais alto em Shiba - Apelidado de "Edifício Rocket" devido à sua forma |
| 70=     | River City 21 Century Park Tower                  | River City 21 Century Park Tower | 180        | 54    | 1999 | Chūō 35° 40′ 13,99″ N, 139° 47′ 08,64″ L        | - Edifício mais alto em Tsukuda |
| 70=     | Urban Dock Park City Toyosu Tower A               | Urban Dock Park City Toyosu Tower A | 180        | 52    | 2008 | Kōtō 35° 39′ 29,78″ N, 139° 47′ 28,66″ L        | [ 210 ] |
| 70=     | Edifício JA                                       | JA Building | 180        | 37    | 2009 | Chiyoda 35° 41′ 19,28″ N, 139° 45′ 45,91″ L     | [ 211 ] |
| 70=     | Proud Tower Shinonome Canal Court                 | Proud Tower Shinonome Canal Court | 180        | 52    | 2013 | Kōtō 35° 38′ 58,4″ N, 139° 48′ 16,77″ L         | - Edifício mais alto em Shinonome |
| 70=     | Tokyo Nihonbashi Tower                            | Tokyo Nihonbashi Tower | 180        | 35    | 2015 | Chūō 35° 40′ 54,91″ N, 139° 46′ 27,55″ L        | - Edifício mais alto em Nihonbashi |
| 70=     | Tokyo Garden Terrace Kioicho Kioi Tower           | Kioi Tower | 180        | 36    | 2016 | Chiyoda 35° 40′ 46,16″ N, 139° 44′ 13,36″ L     | - Edifício mais alto em Kioicho - Construído no local do Grand Prince Hotel Akasaka (139 m) |
| 70=     | Shibuya Stream                                    | Shibuya Stream | 180        | 36    | 2018 | Shibuya 35° 39′ 26,29″ N, 139° 42′ 11,24″ L     | [ 214 ] |
| 70=     | Tokyo World Gate Kamiyacho Trust Tower            | Tokyo World Gate Kamiyacho Trust Tower | 180        | 38    | 2020 | Minato 35° 39′ 54,29″ N, 139° 44′ 43,44″ L      | [ 215 ] |
| 70=     | msb Tamachi Station Tower N                       | msb Tamachi Station Tower N | 180        | 36    | 2020 | Minato 35° 38′ 45,04″ N, 139° 44′ 59,03″ L      | [ 216 ] |
| 70=     | Shibuya Sakura Stage Shibuya Tower                | Shibuya Sakura Stage Shibuya Side | 180        | 39    | 2023 | Shibuya 35° 39′ 25,47″ N, 139° 42′ 06,59″ L     | - Shibuya Sakura Stage Sakura Tower (127 m) faz parte do complexo |
| 70=     | Harumi Flag Sky Duo Park Village                  | Harumi Flag Sky Duo under construction | 180        | 50    | 2025 | Chūō 35° 38′ 58,67″ N, 139° 46′ 28,22″ L        | - Topped out: conclusão prevista para o outono de 2025 |
| 70=     | Harumi Flag Sky Duo Sun Village                   | Harumi Flag Sky Duo under construction | 180        | 50    | 2025 | Chūō 35° 39′ 01,84″ N, 139° 46′ 25,04″ L        | - Topped out: conclusão prevista para o outono de 2025 |
| 83=     | Edifício Marunouchi                               | Marunouchi Building | 179        | 37    | 2002 | Chiyoda 35° 40′ 51,77″ N, 139° 45′ 49,9″ L      | [ 219 ] |
| 83=     | W-Comfort Towers East Tower                       | W-Comfort Towers East Tower | 179        | 54    | 2004 | Kōtō 35° 38′ 44,1″ N, 139° 48′ 18,95″ L         | [ 220 ] |
| 83=     | Sumitomo Fudosan Mita Twin Edifício Oeste         | Sumitomo Fudosan Mita Twin Building West | 179        | 43    | 2006 | Minato 35° 38′ 38,86″ N, 139° 44′ 32,98″ L      | [ 221 ] |
| 83=     | Akasaka Biz Tower                                 | Akasaka Biz Tower | 179        | 39    | 2008 | Minato 35° 40′ 23,44″ N, 139° 44′ 10,86″ L      | [ 222 ] |
| 83=     | Kachidoki The Tower                               | Kachidoki The Tower | 179        | 53    | 2016 | Chūō 35° 39′ 23,8″ N, 139° 46′ 21″ L            | [ 223 ] |
| 83=     | Park Tower Harumi                                 | Park Tower Harumi | 179        | 48    | 2019 | Chūō 35° 39′ 24,04″ N, 139° 47′ 14,32″ L        | [ 224 ] |
| 89=     | Keio Plaza Hotel                                  | Keio Plaza Hotel | 178        | 47    | 1971 | Shinjuku 35° 41′ 24,78″ N, 139° 41′ 39,17″ L    | - Primeiro arranha-céus construído em Nishi‑Shinjuku e terceiro no Japão (150 m ou mais) - Edifício mais alto da Ásia aquando da sua conclusão - O Keio Plaza Hotel Edifício Sul (139 m) faz parte do complexo |
| —       | Central de Incineração de Chūō                    | Central de Incineração de Chūō | 178        | 5     | 2001 | Chūō 35° 39′ 05,55″ N, 139° 46′ 31,28″ L        | - Tipo de estrutura: chaminé |
| 89=     | Marunouchi Trust Tower Edifício Principal         | Marunouchi Trust Tower Main Building | 178        | 37    | 2008 | Chiyoda 35° 40′ 56,71″ N, 139° 46′ 09,77″ L     | [ 227 ] |
| 89=     | Otemachi Place West Tower                         | Otemachi Place West Tower | 178        | 35    | 2018 | Chiyoda 35° 41′ 12,69″ N, 139° 46′ 01,51″ L     | [ 228 ] |
| 89=     | Toyosu Bayside Cross Tower                        | Toyosu Bayside Cross Tower | 178        | 36    | 2020 | Kōtō 35° 39′ 17,95″ N, 139° 47′ 40,15″ L        | [ 229 ] |
| 93=     | Otemachi Financial City South Tower               | Otemachi Financial City South Tower | 177        | 35    | 2012 | Chiyoda 35° 41′ 15,56″ N, 139° 45′ 57,11″ L     | [ 230 ] |
| 93=     | Deux Tours West Tower                             | Deux Tours | 177        | 51    | 2015 | Chūō 35° 39′ 16,46″ N, 139° 46′ 38,06″ L        | [ 231 ] |
| 93=     | Deux Tours East Tower                             | Deux Tours | 177        | 51    | 2015 | Chūō 35° 39′ 18,56″ N, 139° 46′ 41,33″ L        | [ 232 ] |
| 93=     | Edifício Nihonbashi Takashimaya Mitsui            | Nihonbashi Takashimaya Mitsui Building (center-left) | 177        | 32    | 2018 | Chūō 35° 40′ 52,66″ N, 139° 46′ 25,79″ L        | [ 233 ] |
| 97      | Edifício Kasumigaseki Common Gate West            | Kasumigaseki Common Gate | 176        | 38    | 2007 | Chiyoda 35° 40′ 18,68″ N, 139° 44′ 52,84″ L     | - Edifício mais alto em Kasumigaseki |
| 98      | Harumi Island Triton Square Tower Y               | Harumi Island Triton Square Tower Y on the left | 175        | 40    | 2000 | Chūō 35° 39′ 23,28″ N, 139° 46′ 53,11″ L        | - Três arranha-céus estão conectados através de skybridges |
| 99=     | Shiodome Media Tower                              | Shiodome Media Tower | 173        | 34    | 2003 | Minato 35° 39′ 47,55″ N, 139° 45′ 34,25″ L      | [ 236 ] |
| 99=     | Edifício Tokyo Shiodome                           | Tokyo Shiodome Building | 173        | 37    | 2005 | Minato 35° 39′ 46,87″ N, 139° 45′ 40,38″ L      | [ 237 ] |
| 101=    | Royal Park Shiodome Tower                         | Royal Park Shiodome Tower | 172        | 38    | 2003 | Minato 35° 39′ 51,26″ N, 139° 45′ 38″ L         | [ 238 ] |
| 101=    | Park Axis Aoyama 1‑Chōme Tower                    | Park Axis Aoyama 1-Chōme Tower | 172        | 46    | 2007 | Minato 35° 40′ 18,01″ N, 139° 43′ 31,4″ L       | - Edifício mais alto em Minami‑Aoyama |
| 103     | City Towers Toyosu The Twin North Tower           | City Towers Toyosu The Twin North Tower | 171        | 50    | 2009 | Kōtō 35° 39′ 28,13″ N, 139° 47′ 55,74″ L        | [ 240 ] |
| 104=    | Sumitomo Fudosan Toranomon Tower                  | Sumitomo Fudosan Toranomon Tower | 170        | 35    | 1995 | Minato 35° 40′ 10,89″ N, 139° 44′ 44,31″ L      | [ 241 ] |
| 104=    | Shibaura Island Air Tower                         | Shibaura Island Air Tower | 170        | 48    | 2007 | Minato 35° 38′ 28,88″ N, 139° 45′ 08,16″ L      | [ 242 ] |
| 104=    | Edifício Marunouchi Park                          | Marunouchi Park Building | 170        | 35    | 2009 | Chiyoda 35° 40′ 44,5″ N, 139° 45′ 47,05″ L      | [ 243 ] |
| 104=    | Kyobashi Edogrand                                 | Kyobashi Edogrand | 170        | 32    | 2016 | Chūō 35° 40′ 38,64″ N, 139° 46′ 10,38″ L        | - Edifício mais alto em Kyobashi |
| 108=    | Shibaura Island Grove Tower                       | Shibaura Island Grove Tower | 169        | 49    | 2007 | Minato 35° 38′ 26,29″ N, 139° 45′ 04,76″ L      | [ 245 ] |
| 108=    | Bay City Harumi Sky Link Tower                    | Bay City Harumi Sky Link Tower | 169        | 49    | 2009 | Chūō 35° 39′ 20,51″ N, 139° 46′ 43,72″ L        | [ 246 ] |
| 108=    | The Parkhouse Harumi Towers Residência Krono      | The Parkhouse Harumi Towers | 169        | 49    | 2013 | Chūō 35° 39′ 18,32″ N, 139° 47′ 06,27″ L        | [ 247 ] |
| 108=    | msb Tamachi Station Tower S                       | msb Tamachi Station Tower S | 169        | 32    | 2018 | Minato 35° 38′ 41,65″ N, 139° 44′ 57,17″ L      | [ 248 ] |
| 112=    | Central Park Tower La Tour Shinjuku               | Central Park Tower La Tour Shinjuku | 168        | 44    | 2010 | Shinjuku 35° 41′ 31,95″ N, 139° 41′ 18,95″ L    | [ 249 ] |
| 112=    | JR Shinjuku Miraina Tower                         | JR Shinjuku Miraina Tower | 168        | 33    | 2015 | Shinjuku 35° 41′ 19,43″ N, 139° 42′ 06,87″ L    | - Edifício mais alto em Shinjuku (distrito) |
| 112=    | The Parkhouse Harumi Towers Residência Tiaro      | The Parkhouse Harumi Towers | 168        | 49    | 2016 | Chūō 35° 39′ 20,66″ N, 139° 47′ 10,07″ L        | [ 251 ] |
| 112=    | Otemachi Financial City Grand Cube                | Otemachi Financial City Grand Cube | 168        | 31    | 2016 | Chiyoda 35° 41′ 18,31″ N, 139° 45′ 53,31″ L     | [ 252 ] |
| 116=    | Yebisu Garden Place Tower                         | Yebisu Garden Place Tower | 167        | 40    | 1994 | Shibuya 35° 38′ 31,52″ N, 139° 42′ 48,75″ L     | - Edifício mais alto em Ebisu |
| 116=    | Capital Mark Tower                                | Capital Mark Tower | 167        | 47    | 2007 | Minato 35° 38′ 27,85″ N, 139° 44′ 47,16″ L      | [ 254 ] |
| 116=    | Sapia Tower                                       | Sapia Tower | 167        | 35    | 2007 | Chiyoda 35° 41′ 01,29″ N, 139° 46′ 07″ L        | [ 255 ] |
| 116=    | Shibaura Island Bloom Tower                       | Shibaura Island Bloom Tower | 167        | 48    | 2008 | Minato 35° 38′ 23,65″ N, 139° 45′ 06,71″ L      | [ 256 ] |
| 116=    | City Towers Toyosu The Twin South Tower           | City Towers Toyosu The Twin South Tower | 167        | 48    | 2009 | Kōtō 35° 39′ 25,94″ N, 139° 47′ 58,02″ L        | [ 257 ] |
| 116=    | Shinjuku Front Tower                              | Shinjuku Front Tower | 167        | 35    | 2011 | Shinjuku 35° 41′ 45,48″ N, 139° 41′ 21,61″ L    | - Edifício mais alto em Kita‑Shinjuku |
| 116=    | Takanawa Gateway City The Linkpillar 2            | Takanawa Gateway City The Linkpillar 2 | 167        | 31    | 2026 | Minato 35° 38′ 16,86″ N, 139° 44′ 28,54″ L      | - Edifício mais alto em Takanawa - Topped out: conclusão prevista para março de 2026 - O projeto da Zona da Estação de Sengakuji (145 m) está em construção ao lado                                            |
| 123=    | Edifício Hamamatsucho (Edifício da Toshiba)       | Toshiba Building (Hamamatsucho Building) | 166        | 40    | 1984 | Minato 35° 39′ 06″ N, 139° 45′ 27,89″ L         | - Edifício mais alto concluído no Japão na década de 1980 - Será demolido: Blue Front Shibaura Edifício N (227 m) será construído no local                                                                     |
| 123=    | Park Court Akasaka Hinokicho The Tower            | Park Court Akasaka Hinokicho The Tower | 166        | 44    | 2018 | Minato 35° 40′ 04,86″ N, 139° 43′ 47,47″ L      | [ 262 ] |
| 125=    | Edifício KDDI                                     | KDDI Building | 165        | 32    | 1974 | Shinjuku 35° 41′ 16,38″ N, 139° 41′ 41,36″ L    | [ 263 ] |
| 125=    | Edifício Toyosu Center                            | Toyosu Center Building | 165        | 37    | 1992 | Kōtō 35° 39′ 21,29″ N, 139° 47′ 46,67″ L        | - Primeiro arranha-céus construído nas ilhas da Baía de Tóquio (150 m ou mais) - Um edifício anexo (147 m) faz parte do complexo                                                                               |
| 125=    | Triton View Tower                                 | Triton View Tower | 165        | 50    | 1998 | Chūō 35° 39′ 33,14″ N, 139° 47′ 02,28″ L        | [ 265 ] |
| 125=    | Tokyo Twin Parks Right Wing                       | Tokyo Twin Parks | 165        | 47    | 2002 | Minato 35° 39′ 37,54″ N, 139° 45′ 34,88″ L      | [ 266 ] |
| 125=    | Tokyo Twin Parks Left Wing                        | Tokyo Twin Parks | 165        | 47    | 2002 | Minato 35° 39′ 40,17″ N, 139° 45′ 35,48″ L      | [ 267 ] |
| 125=    | Naka-Meguro Atlas Tower                           | Naka-Meguro Atlas Tower | 165        | 45    | 2009 | Meguro 35° 38′ 37,79″ N, 139° 42′ 01,38″ L      | - Edifício mais alto em Kami‑Meguro |
| 125=    | Waterras                                          | Waterras | 165        | 41    | 2013 | Chiyoda 35° 41′ 51,27″ N, 139° 46′ 01,68″ L     | - Edifício mais alto em Awajicho e Kanda |
| 125=    | Park Tower Kachidoki Mid                          | | 165        | 45    | 2023 | Chūō 35° 39′ 24,46″ N, 139° 46′ 38,8″ L         | [ 270 ] |
| 125=    | Edifício TODA                                     | Edifício TODA | 165        | 28    | 2024 | Chūō 35° 40′ 42,19″ N, 139° 46′ 17,69″ L        | [ 271 ] [ 272 ] |
| 134=    | Edifício Tokyo                                    | Tokyo Building | 164        | 33    | 2005 | Chiyoda 35° 40′ 43,45″ N, 139° 45′ 53,84″ L     | [ 273 ] |
| 134=    | Edifício Mita Bellju                              | Mita Bellju Building | 164        | 33    | 2012 | Minato 35° 38′ 41,28″ N, 139° 44′ 41,89″ L      | [ 274 ] |
| 136=    | Edifício N.º 2 do Governo Metropolitano de Tóquio | Metropolitan Government Building Tower 2 | 163        | 34    | 1991 | Shinjuku 35° 41′ 16,94″ N, 139° 41′ 31,48″ L    | [ 275 ] |
| 136=    | Otemachi Place East Tower                         | | 163        | 33    | 2018 | Chiyoda 35° 41′ 13,36″ N, 139° 46′ 05,41″ L     | [ 276 ] |
| 138     | Akasaka Tower Residence                           | Akasaka Tower Residence | 162        | 45    | 2008 | Minato 35° 40′ 11,31″ N, 139° 44′ 18,84″ L      | [ 277 ] |
| 139=    | Shinjuku Maynds Tower                             | Shinjuku Maynds Tower | 161        | 34    | 1995 | Shibuya 35° 41′ 11,78″ N, 139° 41′ 56,44″ L     | - Edifício mais alto em Yoyogi |
| 139=    | Shibaura Island Cape Tower                        | Shibaura Island Cape Tower | 161        | 48    | 2006 | Minato 35° 38′ 14,84″ N, 139° 45′ 00,75″ L      | [ 279 ] |
| 139=    | Takanawa Gateway City The Linkpillar 1 Norte      | Takanawa Gateway City The Linkpillar 1 Norte | 161        | 29    | 2025 | Minato 35° 38′ 10,89″ N, 139° 44′ 23,88″ L      | - Topped out: conclusão prevista para março de 2025 - Um edifício designado por Zona 4-2B (115 m) será construído ao lado                                                                                      |
| —       | Nova Central de Incineração de Suginami           | | 160        | —     | 2017 | Suginami 35° 41′ 01,29″ N, 139° 37′ 01,8″ L     | - Tipo de estrutura: chaminé - Estrutura mais alta em Takaido-Higashi |
| 142=    | Edifício Nippon Seimei Marunouchi                 | Nippon Seimei Marunouchi Building | 160        | 28    | 2004 | Chiyoda 35° 40′ 59,56″ N, 139° 45′ 56,72″ L     | [ 281 ] |
| 142=    | Tornare Nihonbashi‑Hamacho                        | Tornare Nihonbashi-Hamacho | 160        | 47    | 2005 | Chūō 35° 41′ 04,76″ N, 139° 47′ 16,92″ L        | - Edifício mais alto em Nihonbashi‑Hamacho |
| 142=    | Concieria Nishi‑Shinjuku Tower's West             | Concieria Nishi-Shinjuku Tower's West | 160        | 44    | 2008 | Shinjuku 35° 41′ 33,37″ N, 139° 41′ 14,7″ L     | [ 283 ] |
| 142=    | Brillia ist Tower Kachidoki                       | Brillia ist Tower Kachidoki | 160        | 45    | 2011 | Chūō 35° 39′ 38,98″ N, 139° 46′ 37,42″ L        | [ 284 ] |
| 142=    | Sumitomo Fudosan Shinjuku Garden Tower            | Sumitomo Fudosan Shinjuku Garden Tower | 160        | 37    | 2016 | Shinjuku 35° 42′ 27,91″ N, 139° 42′ 12,03″ L    | [ 285 ] |
| 147=    | Roppongi Hills Residência B                       | Roppongi Hills Residences | 159        | 43    | 2003 | Minato 35° 39′ 31,79″ N, 139° 43′ 45,5″ L       | [ 286 ] |
| 147=    | Roppongi Hills Residência C                       | Roppongi Hills Residences | 159        | 43    | 2003 | Minato 35° 39′ 32,09″ N, 139° 43′ 48,54″ L      | [ 287 ] |
| 147=    | Brillia Tower Tokyo                               | Brillia Tower Tokyo | 159        | 45    | 2006 | Sumida 35° 42′ 01,68″ N, 139° 48′ 58,09″ L      | - Edifício mais alto em Taihei |
| 147=    | Park Tower Shinonome                              | | 159        | 43    | 2014 | Kōtō 35° 38′ 42,45″ N, 139° 48′ 09,27″ L        | [ 289 ] |
| 147=    | Takanawa Gateway City The Linkpillar 1 Sul        | The Linkpillar 1 Sul | 159        | 30    | 2025 | Minato 35° 38′ 05,2″ N, 139° 44′ 21,22″ L       | - Topped out: conclusão prevista para março de 2025 - Um edifício designado por Zona 4-2C (115 m) será construído ao lado                                                                                      |
| 152=    | Prudential Tower                                  | Prudential Tower | 158        | 38    | 2002 | Chiyoda 35° 40′ 33,85″ N, 139° 44′ 18,97″ L     | [ 290 ] |
| 152=    | Southern Sky Tower Hachioji                       | Southern Sky Tower Hachioji | 158        | 41    | 2010 | Hachiōji[D] 35° 39′ 15,69″ N, 139° 20′ 15,44″ L | - Edifício mais alto em Tóquio Ocidental |
| 152=    | Tokyo Skytree East Tower                          | Tokyo Skytree East Tower | 158        | 31    | 2011 | Sumida 35° 42′ 37,18″ N, 139° 48′ 46,44″ L      | - Edifício mais alto em Oshiage - Faz parte do complexo da Tokyo Skytree |
| 152=    | Akasaka K Tower                                   | Akasaka K Tower | 158        | 30    | 2012 | Minato 35° 40′ 39,58″ N, 139° 44′ 05,51″ L      | - Edifício mais alto em Moto‑Akasaka |
| 152=    | Hareza Tower                                      | Hareza Tower | 158        | 33    | 2020 | Toshima 35° 43′ 56,72″ N, 139° 42′ 55,94″ L     | [ 293 ] |
| 152=    | Edifício Mitsui & Co.                             | | 158        | 31    | 2020 | Chiyoda 35° 41′ 15,95″ N, 139° 45′ 44,71″ L     | - Construído no local do Edifício Mitsui Bussan (100 m) |
| 158=    | Atago Green Hills Forest Tower                    | Atago Green Hills | 157        | 42    | 2001 | Minato 35° 39′ 48,38″ N, 139° 44′ 56,27″ L      | [ 295 ] |
| 158=    | Edifício Kasumigaseki Common Gate East            | Kasumigaseki Common Gate | 157        | 33    | 2007 | Chiyoda 35° 40′ 16,99″ N, 139° 44′ 55,01″ L     | [ 296 ] |
| 158=    | Park Court Akasaka The Tower                      | Park Court Akasaka The Tower | 157        | 43    | 2009 | Minato 35° 40′ 24,49″ N, 139° 43′ 53,15″ L      | [ 297 ] |
| 158=    | Sumitomo Fudosan Shinjuku Central Park Tower      | | 157        | 33    | 2019 | Shinjuku 35° 41′ 34,45″ N, 139° 41′ 16,49″ L    | [ 298 ] |
| 162=    | Edifício Kasumigaseki                             | Kasumigaseki Building | 156        | 36    | 1968 | Chiyoda 35° 40′ 16,45″ N, 139° 44′ 49,56″ L     | - Primeiro arranha-céus construído no Japão (150 m ou mais) - Edifício mais alto da Ásia aquando da sua conclusão - Edifício mais alto concluído no Japão na década de 1960                                    |
| 162=    | Cross Air Tower                                   | Cross Air Tower | 156        | 41    | 2013 | Meguro 35° 39′ 05,41″ N, 139° 41′ 18,42″ L      | - Edifício mais alto em Ohashi - Meguro Sky Garden, um teto-jardim construído sobre a Ohashi JCT da Via Expressa Metropolitana de Tóquio, está conectado ao edifício                                           |
| 162=    | Nissei Hamamatsucho Crea Tower                    | Nissei Hamamatsucho Crea Tower | 156        | 29    | 2018 | Minato 35° 39′ 21,57″ N, 139° 45′ 20,26″ L      | [ 301 ] |
| 162=    | Shirokane The Sky                                 | Shirokane The Sky | 156        | 45    | 2022 | Minato 35° 38′ 46,08″ N, 139° 44′ 06,07″ L      | - Edifício mais alto em Shirokane |
| 162=    | Tamachi Tower                                     | Tamachi Tower | 156        | 29    | 2023 | Minato 35° 38′ 48,45″ N, 139° 44′ 54,93″ L      | [ 303 ] |
| 167=    | Tokyo Dome Hotel                                  | Tokyo Dome Hotel | 155        | 43    | 2000 | Bunkyō 35° 42′ 13,22″ N, 139° 45′ 12,45″ L      | - Edifício mais alto em Koraku - Faz parte do complexo Tokyo Dome City - O Bunkyo Civic Center (146 m) fica a norte do complexo                                                                                |
| 167=    | Harumi Island Triton Square Tower Z               | Harumi Island Triton Square Tower Z on the right | 155        | 35    | 2000 | Chūō 35° 39′ 26,09″ N, 139° 46′ 53,58″ L        | - Três arranha-céus estão conectados através de skybridges |
| 167=    | Plaza Tower Kachidoki                             | Plaza Tower Kachidoki | 155        | 43    | 2004 | Chūō 35° 39′ 37,86″ N, 139° 46′ 31,79″ L        | [ 306 ] |
| 167=    | The Toyosu Tower                                  | The Toyosu Tower | 155        | 43    | 2008 | Kōtō 35° 39′ 32,51″ N, 139° 47′ 49,86″ L        | [ 307 ] |
| 167=    | Skyz Tower & Garden                               | Skyz Tower & Garden | 155        | 44    | 2014 | Kōtō 35° 38′ 50,28″ N, 139° 47′ 34,5″ L         | [ 308 ] |
| 167=    | Shinagawa Season Terrace                          | Shinagawa Season Terrace | 155        | 32    | 2015 | Minato 35° 37′ 57,46″ N, 139° 44′ 35,21″ L      | - Edifício mais alto em Konan |
| 173=    | Takanawa The Residence                            | Takanawa The Residence | 154        | 47    | 2005 | Minato 35° 38′ 10,33″ N, 139° 43′ 54,52″ L      | [ 310 ] |
| 173=    | Toranomon Towers Residence                        | Toranomon Towers Residence | 154        | 41    | 2006 | Minato 35° 39′ 55,84″ N, 139° 44′ 39,54″ L      | - Toranomon Towers Office (113 m) faz parte do complexo |
| 173=    | Otemachi Financial City North Tower               | Otemachi Financial City North Tower | 154        | 31    | 2012 | Chiyoda 35° 41′ 18,14″ N, 139° 45′ 57,38″ L     | [ 312 ] |
| 173=    | City Tower Senju-Ōhashi                           | | 154        | 42    | 2025 | Adachi 35° 44′ 28″ N, 139° 47′ 37″ L            | - Edifício mais alto em Senju-Hashidocho - Topped out: conclusão prevista para maio de 2025 |
| 177=    | Ark Hills Edifício Ark Mori                       | Ark Mori Building | 153        | 37    | 1986 | Minato 35° 40′ 01,74″ N, 139° 44′ 24,57″ L      | [ 314 ] |
| —       | Sede da J-Power                                   | Sede da J-Power | 153        | 16    | 1987 | Chūō 35° 40′ 05,45″ N, 139° 45′ 58,42″ L        | - Tipo de estrutura: edifício com torre de treliça - Estrutura mais alta em Ginza - Altura sem a torre: 70 m                                                                                                   |
| 177=    | Garden Air Tower                                  | Garden Air Tower | 153        | 35    | 2003 | Chiyoda 35° 42′ 01,62″ N, 139° 45′ 01,9″ L      | - Edifício mais alto em Iidabashi |
| 177=    | W-Comfort Towers West Tower                       | W-Comfort Towers West Tower | 153        | 45    | 2005 | Kōtō 35° 38′ 42,79″ N, 139° 48′ 13,77″ L        | [ 317 ] |
| 177=    | Station Garden Tower                              | Station Garden Tower | 153        | 40    | 2008 | Arakawa 35° 43′ 46,27″ N, 139° 46′ 17,46″ L     | - Edifício mais alto em Nishi‑Nippori |
| 177=    | City Towers Toyosu The Symbol                     | City Towers Toyosu The Symbol | 153        | 45    | 2010 | Kōtō 35° 39′ 35,93″ N, 139° 47′ 46,51″ L        | [ 319 ] |
| 177=    | Park Tower Gran Sky                               | Park Tower Gran Sky | 153        | 44    | 2010 | Shinagawa 35° 37′ 27,25″ N, 139° 43′ 38,14″ L   | - Edifício mais alto em Higashi‑Gotanda |
| 183     | Shinagawa East One Tower                          | Shinagawa East One Tower | 152        | 32    | 2003 | Minato 35° 37′ 40,04″ N, 139° 44′ 26,72″ L      | [ 321 ] |
| 184=    | Odakyu Southern Tower                             | Odakyu Southern Tower | 151        | 35    | 1998 | Shibuya 35° 41′ 10,67″ N, 139° 42′ 01,52″ L     | [ 322 ] |
| 184=    | Edifício Shiba‑Koen First                         | Shiba-Koen First Building | 151        | 35    | 2000 | Minato 35° 39′ 08,62″ N, 139° 44′ 50,26″ L      | [ 323 ] |
| 184=    | Air Rise Tower                                    | Air Rise Tower | 151        | 42    | 2007 | Toshima 35° 43′ 35,22″ N, 139° 43′ 08,5″ L      | [ 324 ] |
| 184=    | Futako-Tamagawa Rise Tower & Residence Tower East | Futako-Tamagawa Rise Tower & Residence Tower East | 151        | 42    | 2010 | Setagaya 35° 36′ 32,08″ N, 139° 37′ 52,75″ L    | - Edifício mais alto em Tamagawa - O Tower Office (137 m) e as Residences Central e West (102 m) fazem parte do complexo                                                                                       |
| 184=    | La Tour Shinjuku First                            | | 151        | 33    | 2023 | Shinjuku 35° 41′ 44,31″ N, 139° 41′ 14,88″ L    | - A City Tower Shinjuku (132 m) faz parte do projeto |
| —       | Sede da Tokyo Gas Co.                             | Sede da Tokyo Gas Co. | 150        | 27    | 1984 | Minato 35° 39′ 12,3″ N, 139° 45′ 30,2″ L        | - Tipo de estrutura: edifício com mastro/torre - Altura arquitetónica: 116 m |
| —       | Central de Incineração de Meguro                  | Central de Incineração de Meguro | 150        | 5     | 1991 | Meguro 35° 38′ 17,69″ N, 139° 42′ 25,44″ L      | - Tipo de estrutura: chaminé - Estrutura mais alta em Mita (Meguro) |
| 189=    | Granpark Tower                                    | Granpark Tower | 150        | 34    | 1996 | Minato 35° 38′ 37,16″ N, 139° 44′ 43,94″ L      | [ 330 ] |
| 189=    | Edifício JR East Japan                            | JR East Japan Building | 150        | 28    | 1997 | Shibuya 35° 41′ 14,29″ N, 139° 42′ 00,37″ L     | [ 331 ] |
| —       | Central de Tobu                                   | | 150        | —     | 1997 | Kōtō 35° 39′ 23,81″ N, 139° 50′ 27,78″ L        | - Tipo de estrutura: chaminé - Estrutura mais alta em Shin-Suna |
| —       | Central de Incineração de Shin‑Kōtō               | Central de Incineração de Shin‑Kōtō | 150        | 8     | 1998 | Kōtō 35° 38′ 55,68″ N, 139° 50′ 04,3″ L         | - Tipo de estrutura: chaminé - Estrutura mais alta em Yumenoshima |
| —       | Central de Incineração de Sumida                  | | 150        | —     | 1998 | Sumida 35° 43′ 00,89″ N, 139° 49′ 57,89″ L      | - Tipo de estrutura: chaminé - Estrutura mais alta em Higashi-Sumida |
| 189=    | Edifício Taiyo Seimei Shinagawa                   | Taiyo Seimei Shinagawa Building | 150        | 30    | 2003 | Minato 35° 37′ 37,73″ N, 139° 44′ 25,82″ L      | [ 335 ] |
| —       | Edifício Governamental de Chiyoda                 | Edifício Governamental de Chiyoda | 150        | 23    | 2007 | Chiyoda 35° 41′ 38,6″ N, 139° 45′ 12,77″ L      | - Tipo de estrutura: edifício com torre - Estrutura mais alta em Kudan-Minami - Altura sem a torre de comunicações: 104 m                                                                                      |
| 189=    | Edifício Sede do Nihon Keizai Shimbun Tokyo       | Nihon Keizai Shimbun Tokyo HQ Building | 150        | 31    | 2009 | Chiyoda 35° 41′ 19,75″ N, 139° 45′ 44,33″ L     | [ 337 ] |
| 189=    | The Roppongi Tokyo                                | The Roppongi Tokyo | 150        | 39    | 2011 | Minato 35° 39′ 50,22″ N, 139° 44′ 05,25″ L      | [ 338 ] |
| 189=    | Edifício Marunouchi Eiraku                        | Marunouchi Eiraku Building | 150        | 27    | 2012 | Chiyoda 35° 41′ 03,55″ N, 139° 45′ 53,56″ L     | [ 339 ] |
| 189=    | Sumitomo Mitsui Banking Corporation East Tower    | Sumitomo Mitsui Banking Corporation East Tower | 150        | 29    | 2015 | Chiyoda 35° 41′ 05,1″ N, 139° 45′ 49″ L         | [ 340 ] |
| 189=    | Edifício Otemachi Park                            | Otemachi Park Building | 150        | 29    | 2017 | Chiyoda 35° 41′ 12,14″ N, 139° 45′ 46,32″ L     | [ 341 ] |
| 189=    | Edifício Marunouchi Nijubashi Bridge              | Marunouchi Nijubashi Bridge Building | 150        | 30    | 2018 | Chiyoda 35° 40′ 40,17″ N, 139° 45′ 41,82″ L     | [ 342 ] |

#### Edifícios mais altos em cadawardou cidade
As tabelas presentes abaixo listam os edifícios mais altos em cada um dos 23 wards de Tóquio e em cidades de Tóquio Ocidental que tenham edifícios com alturas iguais ou superiores a 100 metros. Estruturas não habitáveis estão incluídas quando são a estrutura mais alta num ward ou cidade.

##### Wardsespeciais

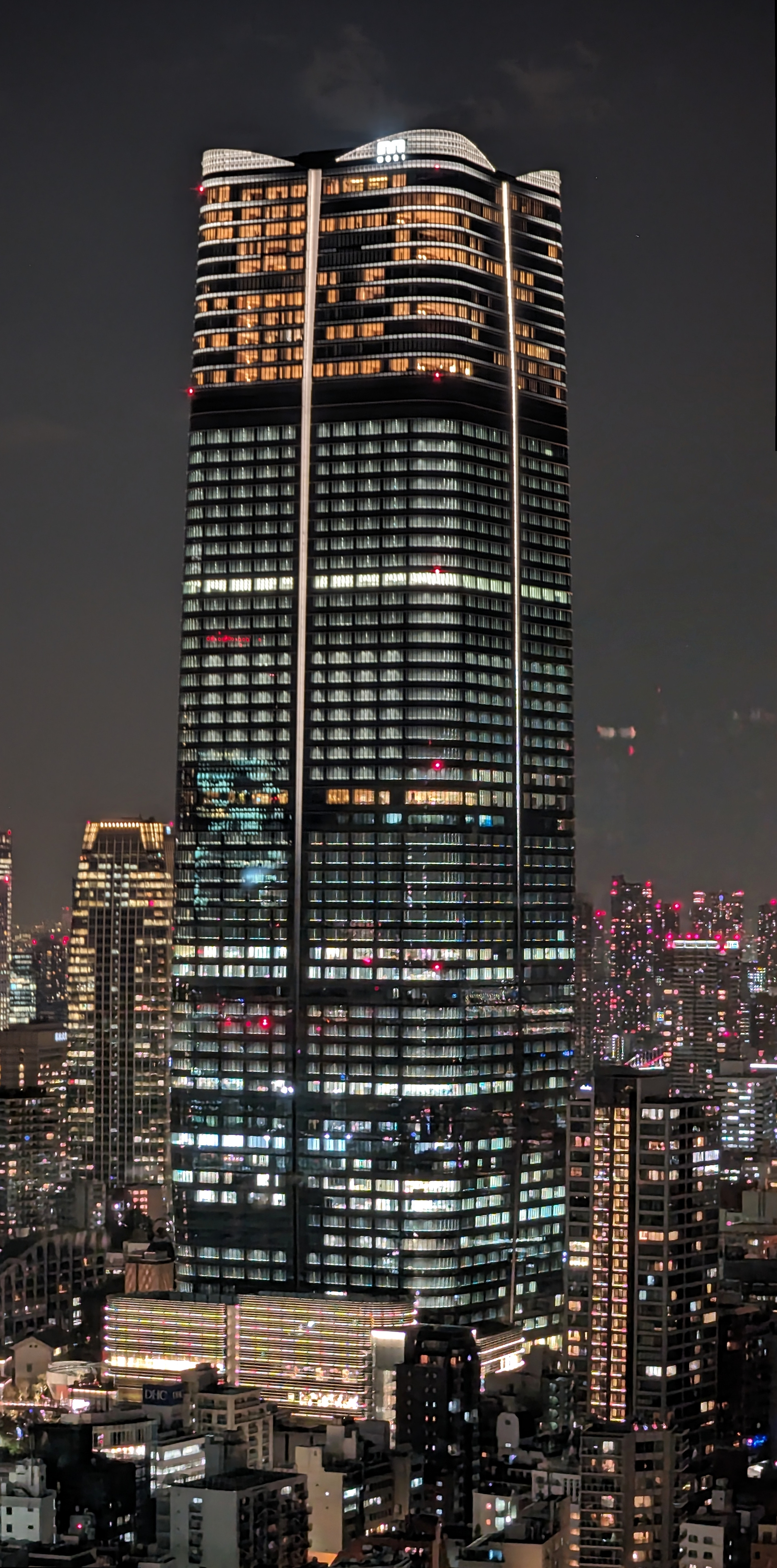
Vista noturna da Azabudai Hills Mori JP Tower, o edifício mais alto de Minato, Tóquio e do Japão.

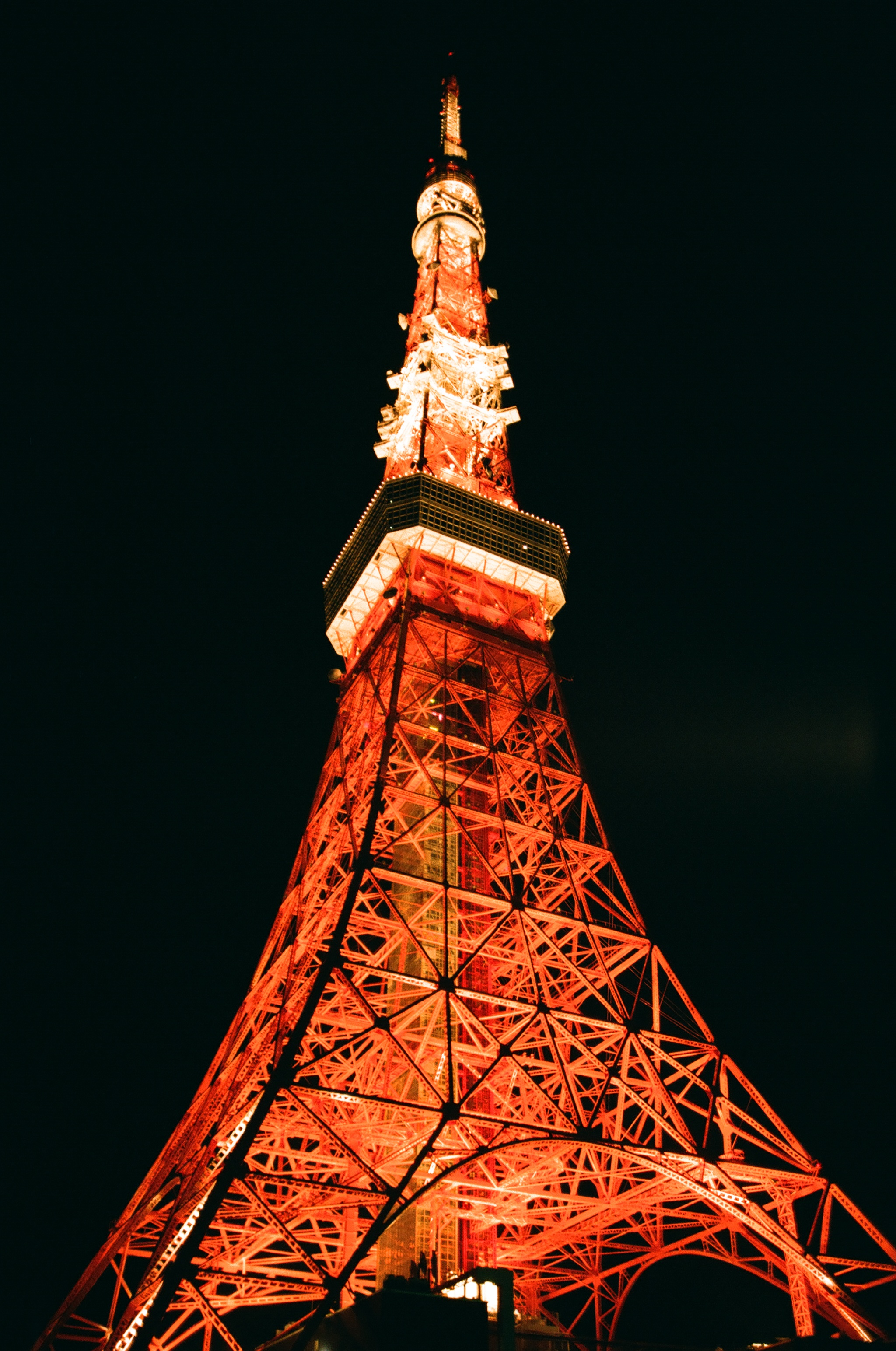
Embora o edifício mais alto em Minato seja a Mori JP Tower, a estrutura mais alta do ward é a Torre de Tóquio.

| Ward       | Nome                                                | Imagem                                            | Altura (m) | Pisos | Ano  | Notas |
| ---------- | --------------------------------------------------- | ------------------------------------------------- | ---------- | ----- | ---- | ----- |
| Chiyoda    | Tokiwabashi Tower                                   |                                                   | 212        | 38    | 2021 |       |
| Chūō       | Estação de Tóquio Yaesu 1-Chōme Este                |                                                   | 250        | 51    | 2025 |       |
| Minato     | Torre de Tóquio                                     | Tokyo Tower                                       | 333        | 7     | 1958 |       |
| Minato     | Azabudai Hills Mori JP Tower                        | Toranomon-Azabudai District Building A            | 325        | 64    | 2023 |       |
| Shinjuku   | Edifício do Governo Metropolitano de Tóquio (Tochō) | Tokyo Metropolitan Government Building No.1       | 243        | 48    | 1991 |       |
| Bunkyō     | Tokyo Dome Hotel                                    | Tokyo Dome Hotel                                  | 155        | 43    | 2000 |       |
| Taitō      | Renaissance Tower Ueno Ikenohata                    | Renaissance Tower Ueno Ikenohata                  | 137        | 38    | 2005 |       |
| Sumida     | Tokyo Skytree                                       | Tokyo Skytree                                     | 634        | 32    | 2012 |       |
| Sumida     | Brillia Tower Tokyo                                 | Brillia Tower Tokyo                               | 159        | 45    | 2006 |       |
| Kōtō       | Branz Tower Toyosu                                  | Branz Tower Toyosu                                | 181        | 48    | 2021 |       |
| Shinagawa  | Park Tower Gran Sky                                 | Park Tower Gran Sky                               | 153        | 44    | 2010 |       |
| Meguro     | Naka-Meguro Atlas Tower                             | Naka-Meguro Atlas Tower                           | 165        | 45    | 2009 |       |
| Ōta        | The River Place South Tower                         | The River Place South Tower                       | 100        | 28    | 2004 |       |
| Setagaya   | Futako-Tamagawa Rise Tower & Residence Tower East   | Futako-Tamagawa Rise Tower & Residence Tower East | 151        | 42    | 2010 |       |
| Shibuya    | Edifício NTT DoCoMo Yoyogi                          | Edifício NTT Docomo Yoyogi                        | 272        | 27    | 2000 |       |
| Shibuya    | Edifício NTT DoCoMo Yoyogi                          | Edifício NTT Docomo Yoyogi                        | 240        | 27    | 2000 |       |
| Nakano     | Nakano Station Residence                            | Nakano Station Residence                          | 147        | 37    | 2024 |       |
| Suginami   | Nova Central de Incineração de Suginami             |                                                   | 160        | —     | 2017 |       |
| Suginami   | Park City Suginami Central Tower                    |                                                   | 93         | 28    | 2000 |       |
| Toshima    | Sunshine 60                                         | Sunshine 60                                       | 240        | 60    | 1978 |       |
| Kita       | Park Tower Takinogawa                               |                                                   | 100        | 28    | 2014 |       |
| Arakawa    | Station Garden Tower                                | Station Garden Tower                              | 153        | 40    | 2008 |       |
| Itabashi   | Central de Incineração de Itabashi                  | Itabashi Incineration Plant                       | 130        | —     | 2002 |       |
| Itabashi   | I Tower                                             | I Tower                                           | 107        | 30    | 2002 |       |
| Nerima     | Central de Incineração de Hikarigaoka               | Hikarigaoka Incineration Plant                    | 150        | —     | 2021 |       |
| Nerima     | Dear Marks Capital Tower                            |                                                   | 116        | 35    | 2001 |       |
| Adachi     | City Tower Senju-Ōhashi                             |                                                   | 154        | 42    | 2025 |       |
| Katsushika | Venasis Kanamachi Tower Residence                   | Venasis Kanamachi Tower Residence                 | 138        | 41    | 2009 |       |
| Edogawa    | Alpha Grande Koiwa Sky First                        |                                                   | 105        | 29    | 2015 |       |

##### Cidades de Tóquio Ocidental

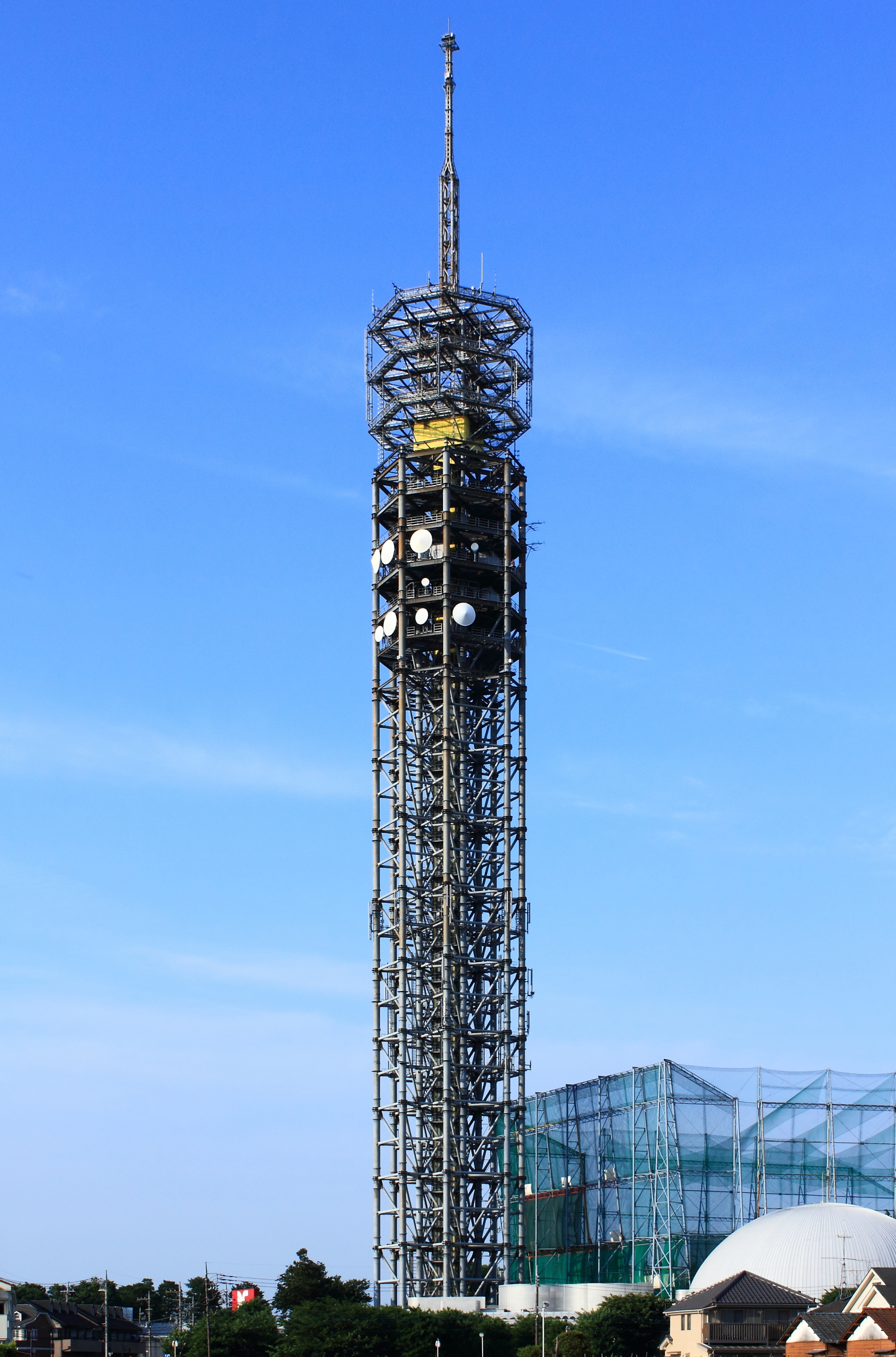
O edifício mais alto em Nishitōkyō é a Hibari Tower. No entanto, a estrutura mais alta da cidade é a Sky Tower West Tokyo.

| Cidade     | Nome                                                  | Imagem                                       | Altura (m) | Pisos | Ano  | Notas |
| ---------- | ----------------------------------------------------- | -------------------------------------------- | ---------- | ----- | ---- | ----- |
| Hachiōji   | Southern Sky Tower Hachiōji                           | Southern Sky Tower Hachiōji                  | 158        | 41    | 2010 |       |
| Tachikawa  | Proud Tower Tachikawa                                 | Proud Tower Tachikawa                        | 128        | 32    | 2016 |       |
| Fuchū      | Grand-Tower Fuchu La Avenu                            |                                              | 100        | 28    | 2005 |       |
| Chōfu      | Grand Tower Chofu Kokuryo Le Passage                  | Grand Tower Chofu Kokuryo Le Passage         | 118        | 34    | 2004 |       |
| Machida    | Dresser Tower Minami-Machida Grandberry Park          | Dresser Tower Minami-Machida Grandberry Park | 120        | 34    | 2024 |       |
| Kokubunji  | City Tower Kokubunji The Twin West                    |                                              | 135        | 36    | 2018 |       |
| Tama       | Brillia Tower Seiseki Sakuragaoka Blooming Residencce |                                              | 113        | 33    | 2022 |       |
| Nishitōkyō | Sky Tower West Tokyo                                  | Sky Tower West Tokyo                         | 195        | —     | 1989 |       |
| Nishitōkyō | Hibari Tower                                          |                                              | 109        | 33    | 2009 |       |

### Estruturas não habitáveis ou parcialmente habitáveis mais altas
Esta lista classifica as estruturas não habitáveis mais altas em Tóquio, bem como estruturas parcialmente habitáveis, com alturas iguais ou superiores a 150 metros, baseando-se na medição de altura padrão. Esta altura inclui detalhes arquitetónicos, torres e mastros de antenas, correspondendo à altura do pináculo. A lista inclui torres independentes, chaminés e edifícios com torres ou mastros. Embora edifícios sejam geralmente considerados estruturas habitáveis, os edifícios presentes nesta lista possuem estruturas não habitáveis no topo (torres ou mastros), atingindo alturas iguais ou superiores a 150 metros apenas quando essas estruturas estão incluídas na medição.
| Posição | Nome                                     | Altura (m) | Pisos | Ano  | Localização   | Notes                                              |
| ------- | ---------------------------------------- | ---------- | ----- | ---- | ------------- | -------------------------------------------------- |

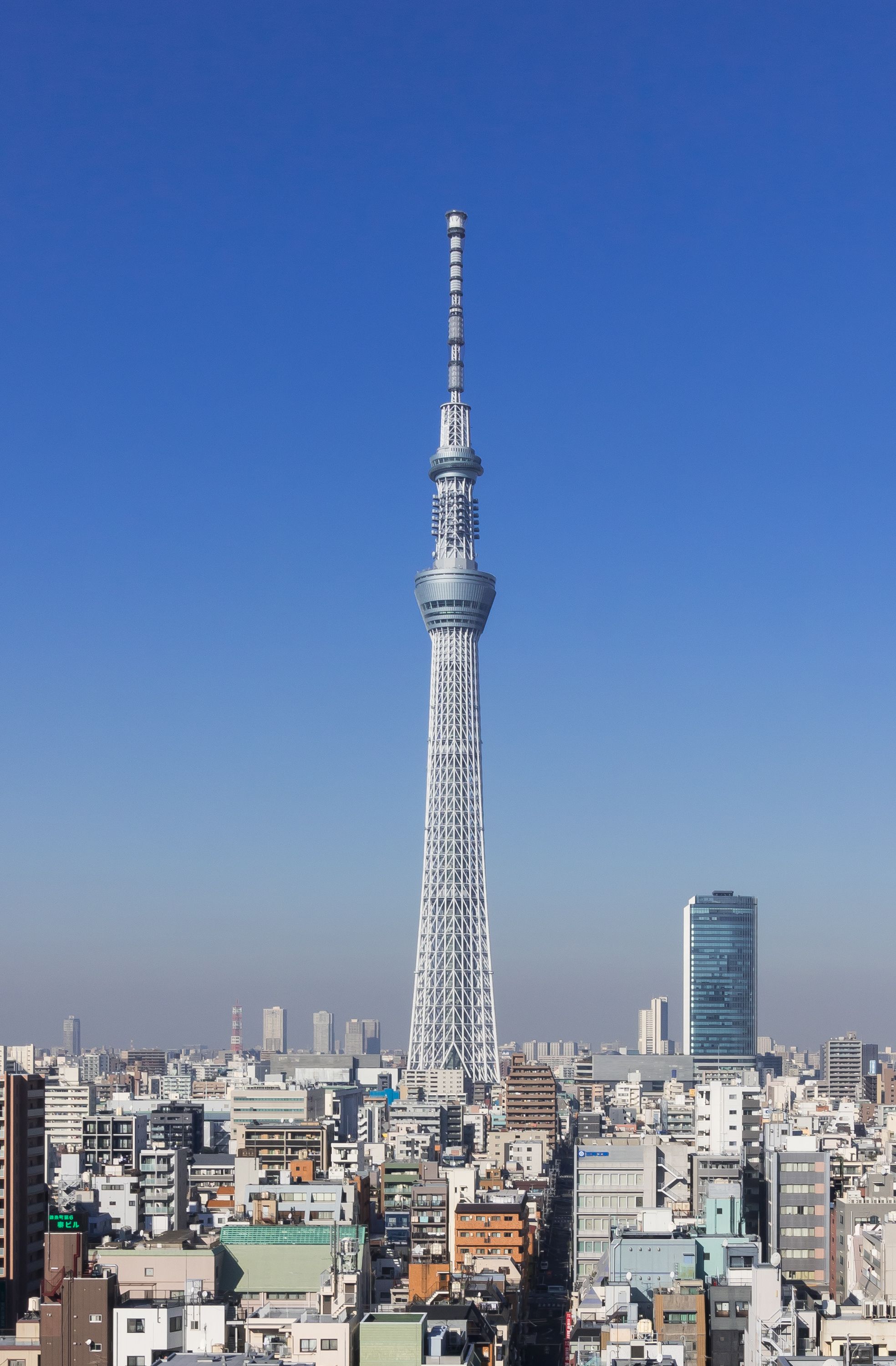
A Tokyo Skytree é a estrutura mais alta na Ásia Oriental desde a sua conclusão, em 2012.

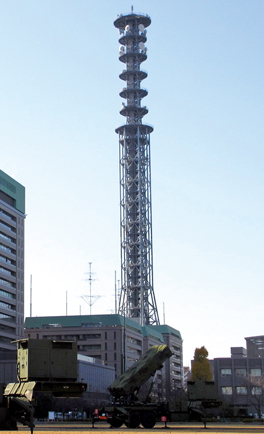
O Edifício B do Ministério da Defesa Ichigaya mede cerca de 50 m de altura. No entanto, possui uma torre de treliça no topo, atingindo uma altura de 220 m.

| 1       | Tokyo Skytree                            | 634        | 32    | 2012 | Sumida        | - Tipo de estrutura: torre de treliça              |
| 2       | Torre de Tóquio                          | 333        | 7     | 1958 | Minato        | - Tipo de estrutura: torre de treliça              |
| 3       | Ministério da Defesa Ichigaya Edifício B | 220        | 10    | 1996 | Shinjuku      | - Tipo de estrutura: edifício com torre de treliça |
| 4       | Central de Incineração de Toshima        | 210        | 11    | 1999 | Toshima       | - Tipo de estrutura: chaminé                       |
| 5       | Edifício da TEPCO                        | 200        | 22    | 1997 | Chiyoda       | - Tipo de estrutura: edifício com torre de treliça |
| 6       | Sky Tower West Tokyo                     | 195        | —     | 1989 | Nishitōkyō[H] | - Tipo de estrutura: torre de treliça              |
| 7       | Central de Incineração de Chūō           | 178        | 5     | 2001 | Chūō          | - Tipo de estrutura: chaminé                       |
| 8       | Central de Incineração de Suginami       | 160        | —     | 2017 | Suginami      | - Tipo de estrutura: chaminé                       |
| 9       | Sede da J-Power                          | 153        | 16    | 1987 | Chūō          | - Tipo de estrutura: edifício com torre de treliça |
| 10=     | Central de Incineração de Meguro         | 150        | 5     | 1991 | Meguro        | - Tipo de estrutura: chaminé                       |
| 10=     | Central de Tobu                          | 150        | —     | 1997 | Kōtō          | - Tipo de estrutura: chaminé                       |
| 10=     | Central de Incineração de Shin‑Kōtō      | 150        | 8     | 1998 | Kōtō          | - Tipo de estrutura: chaminé                       |
| 10=     | Central de Incineração de Sumida         | 150        | —     | 1998 | Sumida        | - Tipo de estrutura: chaminé                       |
| 10=     | Edifício Governamental de Chiyoda        | 150        | 23    | 2007 | Chiyoda       | - Tipo de estrutura: edifício com torre            |

## Projetos em construção, propostos e cancelados
As tabelas presentes abaixo listam projetos que se encontram em construção, propostos para construção ou cancelados. Projetos visionários[I] não estão incluídos, mas podem ser consultados na Lista das estruturas visionárias mais altas de Tóquio.

### Em construção

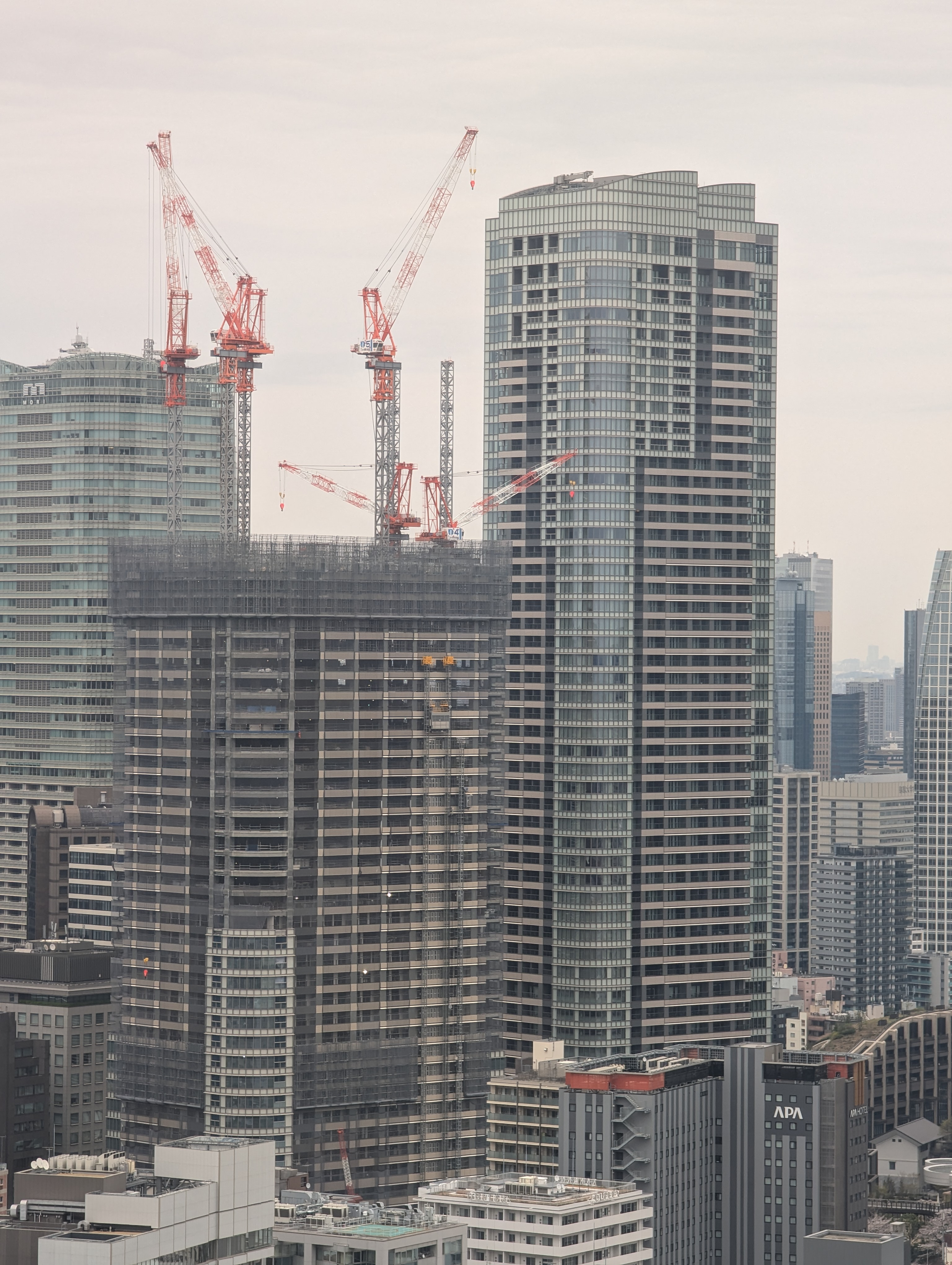
Azabudai Hills Residência B em construção, a 5 de abril de 2024.

Esta tabela lista edifícios que se encontram em construção em Tóquio e que terão alturas iguais
ou superiores a 150 metros, com base na medição de altura padrão.
| Posição | Nome                                         | Altura (m) | Pisos | Início | Conclusão | Localização                                 | Notas |
| ------- | -------------------------------------------- | ---------- | ----- | ------ | --------- | ------------------------------------------- | --- |
| 1       | Torch Tower                                  | 385        | 62    | 2023   | 2028      | Chiyoda 35° 41′ 05,11″ N, 139° 46′ 09,67″ L | - Será o edifício mais alto do Japão - Será o maior arranha-céus do Japão (e eventualmente do mundo) em área de piso, com cerca de 550 000 m², e terá 117 elevadores - Será o edifício mais alto concluído no Japão na década de 2020 - Terá um observatório a cerca de 370 m e a SKY HILL (lobby de hotel e jardim-observatório) acima dos 300 m de altura - Em construção no local do Edifício Asahi Seimei Otemachi (120 m) |
| 2       | Nihonbashi 1‑Chōme Central                   | 284        | 52    | 2022   | 2026      | Chūō 35° 40′ 58,66″ N, 139° 46′ 32,49″ L    | - Será o edifício mais alto em Nihonbashi |
| 3       | Azabudai Hills Residência B                  | 263        | 64    | 2019   | 2025      | Minato 35° 39′ 45,1″ N, 139° 44′ 20,63″ L   | - Edifício residencial mais alto do Japão: é mixed-use, mas predominantemente residencial (pisos 6 a 64) - Topped out: conclusão prevista para agosto de 2025 |
| 4       | Estação de Shinjuku Saída Oeste              | 258        | 48    | 2024   | 2030      | Shinjuku 35° 41′ 28,57″ N, 139° 41′ 58,4″ L | - Será o edifício mais alto em Nishi-Shinjuku |
| 5       | Estação de Tóquio Yaesu 1‑Chōme Este         | 250        | 51    | 2021   | 2025      | Chūō 35° 40′ 51,27″ N, 139° 46′ 14,06″ L    | - Edifício mais alto em Yaesu - Topped out: conclusão prevista para julho de 2025 |
| 6       | World Trade Center (2.ª Geração)             | 234        | 46    | 2022   | 2027      | Minato 35° 39′ 21,17″ N, 139° 45′ 23,38″ L  | - Será o edifício mais alto em Hamamatsucho - Em construção no local do antigo World Trade Center (163 m) |
| 7       | Tokyo Cross Park South Tower                 | 233        | 46    | 2024   | 2027      | Chiyoda 35° 40′ 15,2″ N, 139° 45′ 26,8″ L   | - Em construção no local da antiga Sede do Banco Mizuho Uchisaiwaichō (132 m) |
| 8       | Blue Front Shibaura Edifício S               | 229        | 43    | 2021   | 2025      | Minato 35° 39′ 03,38″ N, 139° 45′ 26,4″ L   | - Edifício mais alto em Shibaura - Topped out: conclusão prevista para fevereiro de 2025 |
| 9       | Yaesu 2‑Chōme Central                        | 223        | 43    | 2024   | 2029      | Chūō 35° 40′ 41,01″ N, 139° 46′ 06,07″ L    | |
| 10      | Yaesu 1‑Chōme Norte                          | 218        | 44    | 2024   | 2029      | Chūō 35° 41′ 00,8″ N, 139° 46′ 19,4″ L      | - Em construção no local do Edifício Shin-Gofukubashi (112 m) - O projeto de Nihonbashi 1-Chōme (135 m) será construído ao lado |
| 11      | Akasaka 2‑6‑Chōme Edifício Este              | 207        | 40    | 2024   | 2028      | Minato 35° 40′ 19,56″ N, 139° 44′ 13,56″ L  | - Em construção no local do Edifício Kokusai Shin-Akasaka East Tower (100 m) - Um edifício oeste (100 m) faz parte do projeto e também se encontra em construção |
| 12      | Grand City Tower Tsukishima                  | 199        | 58    | 2022   | 2026      | Chūō 35° 39′ 46,54″ N, 139° 46′ 45,97″ L    | - Será o edifício mais alto em Tsukishima - Será o edifício mais alto nas ilhas da Baía de Tóquio |
| 13      | Grand City Tower Ikebukuro                   | 190        | 52    | 2022   | 2027      | Toshima 35° 43′ 33,59″ N, 139° 43′ 03,87″ L | - Será o edifício mais alto em Minami‑Ikebukuro |
| 14=     | The Toyomi Tower Marine & Sky Oeste          | 189        | 53    | 2023   | 2026      | Chūō 35° 39′ 13,48″ N, 139° 46′ 13,64″ L    | - Será o edifício mais alto em Toyomicho |
| 14=     | The Toyomi Tower Marine & Sky Este           | 189        | 53    | 2023   | 2026      | Chūō 35° 39′ 14,88″ N, 139° 46′ 15,67″ L    | - Será o edifício mais alto em Toyomicho |
| 16=     | World Tower Residence                        | 185        | 46    | 2021   | 2024      | Minato 35° 39′ 17,89″ N, 139° 45′ 19,78″ L  | - Topped out: conclusão prevista para novembro de 2024 |
| 16=     | Toranomon Alcea Tower                        | 185        | 38    | 2020   | 2025      | Minato 35° 40′ 08,64″ N, 139° 44′ 46,46″ L  | - Topped out: conclusão prevista para fevereiro de 2025 |
| 18=     | Proud Tower Ikebukuro                        | 182        | 47    | 2022   | 2026      | Toshima 35° 43′ 30,21″ N, 139° 43′ 04,23″ L | [ 376 ] |
| 18=     | Tsukishima 3‑Chōme Sul                       | 182        | 48    | 2024   | 2028      | Chūō 35° 39′ 40,33″ N, 139° 46′ 46,7″ L     | [ 377 ] |
| 20=     | Harumi Flag Sky Duo Sun Village              | 180        | 50    | 2017   | 2025      | Chūō 35° 39′ 01,84″ N, 139° 46′ 25,04″ L    | - Topped out: conclusão prevista para o outono de 2025 |
| 20=     | Harumi Flag Sky Duo Park Village             | 180        | 50    | 2017   | 2025      | Chūō 35° 38′ 58,67″ N, 139° 46′ 28,22″ L    | - Topped out: conclusão prevista para o outono de 2025 |
| 22      | Takanawa Gateway City Residence              | 172        | 44    | 2022   | 2026      | Minato 35° 38′ 26,85″ N, 139° 44′ 31,84″ L  | [ 378 ] |
| 23      | Toranomon 1‑Chōme Este                       | 171        | 29    | 2024   | 2027      | Minato 35° 40′ 10,42″ N, 139° 45′ 02,73″ L  | [ 379 ] |
| 24      | Takanawa Gateway City The Linkpillar 2       | 167        | 31    | 2022   | 2026      | Minato 35° 38′ 16,86″ N, 139° 44′ 28,54″ L  | - Edifício mais alto em Takanawa - Topped out: conclusão prevista para março de 2026 - O projeto da Zona da Estação de Sengakuji (144 m) está em construção ao lado |
| 25      | Atago 1‑Chōme F                              | 166        | 41    | 2025   | 2028      | Minato 35° 39′ 51,3″ N, 139° 44′ 57,1″ L    | [ 380 ] |
| 26      | Mita Koyamacho Oeste Bloco Norte             | 164        | 42    | 2025   | 2029      | Minato 35° 39′ 16,2″ N, 139° 44′ 18,1″ L    | - Outros três edifícios fazem parte do projeto, incluindo um edifício residencial no Bloco Sul (121 m) |
| 27      | Takanawa Gateway City The Linkpillar 1 Norte | 161        | 29    | 2021   | 2025      | Minato 35° 38′ 10,89″ N, 139° 44′ 23,88″ L  | - Topped out: conclusão prevista para março de 2025 - Um edifício designado por Zona 4-2B (115 m) será construído ao lado |
| 28      | Minami-Aoyama 3‑Chōme                        | 160        | 38    | 2023   | 2026      | Minato 35° 40′ 00,91″ N, 139° 42′ 53,07″ L  | |
| 29      | Takanawa Gateway City The Linkpillar 1 Sul   | 159        | 30    | 2021   | 2025      | Minato 35° 38′ 05,2″ N, 139° 44′ 21,22″ L   | - Topped out: conclusão prevista para março de 2025 - Um edifício designado por Zona 4-2C (115 m) será construído ao lado |
| 30      | Dogenzaka 2‑Chōme Sul                        | 156        | 30    | 2024   | 2027      | Shibuya 35° 39′ 30,8″ N, 139° 41′ 51,8″ L   | - Será o edifício mais alto em Dogenzaka |
| 31      | City Tower Senju-Ōhashi                      | 154        | 42    | 2022   | 2025      | Adachi 35° 44′ 28″ N, 139° 47′ 37″ L        | - Edifício mais alto em Senju-Hashidocho - Topped out: conclusão prevista para maio de 2025 |
| 32      | Higashi-Gotanda 2‑Chōme                      | 150        | 40    | 2023   | 2027      | Shinagawa 35° 37′ 24,5″ N, 139° 43′ 39,7″ L | [ 385 ] |
| —       | Nova Central de Incineração de Edogawa       | 150        | —     | 2024   | 2026      | Edogawa 35° 41′ 04,03″ N, 139° 54′ 17,34″ L | - Tipo de estrutura: chaminé - Será a estrutura mais alta em Edogawa |

### Propostos
Esta tabela lista edifícios propostos para construção em Tóquio cuja altura planeada seja igual ou superior a 150 metros, com base na medição de altura padrão.
| Nome                                                    | Altura (m) | Pisos | Início | Conclusão | Localização (Ward) | Notas |
| ------------------------------------------------------- | ---------- | ----- | ------ | --------- | ------------------ | --- |
| Roppongi 5‑Chōme Oeste Edifício A                       | 327        | 66    | 2025   | 2030      | Minato             | - Será o maior arranha-céus do Japão (e possivelmente do mundo) em área de piso, com mais de 790,000 m² - Terá um observatório a cerca de 310 m de altura (320 m acima do nível do mar) - Será o 2.º edifício mais alto do Japão                                     |
| Roppongi 5‑Chōme Oeste Edifício B                       | 288        | 70    | 2025   | 2030      | Minato             | - Será o edifício com maior número de andares no Japão, em igualdade com a Yokohama Landmark Tower - Será o edifício residencial mais alto do Japão (edifício mixed-use, mas predominantemente residencial)                                                          |
| Estação de Ikebukuro Saída Oeste Edifício B             | 270        | 50    | 2030   | 2040      | Toshima            | [ 388 ] [ 389 ] |
| Estação de Nakano Saída Norte                           | 262        | 61    | 2026   | 2029      | Nakano             | - Será construído no local da Nakano Sunplaza (92 m) - Projeto em revisão devido ao aumento de custos de construção |
| Estação de Shinjuku Saída Este                          | 260        | TBA   | TBA    | TBA       | Shinjuku           | - Será construído no local do Lumine Est |
| Tokyo Cross Park Central Tower                          | 235        | 48    | 2024   | 2029      | Chiyoda            | - Será construído no local do Edifício Hibiya U-1 (109 m) |
| Tokyo Cross Park North Tower                            | 230        | 46    | 2024   | 2030      | Chiyoda            | - Será construído no local da Imperial Hotel Tower (129 m) - O novo Hotel Imperial (145 m, 2036) será construído ao lado, substituindo o edifício atual (61 m) |
| Yaesu 2‑Chōme Sul                                       | 230        | 39    | 2024   | 2028      | Chūō               | [ 393 ] |
| Nishi-Shinjuku 3‑Chōme Oeste Edifício Norte             | 229        | 63    | 2025   | 2032      | Shinjuku           | [ 394 ] |
| Nishi-Shinjuku 3‑Chōme Oeste Edifício Sul               | 228        | 62    | 2025   | 2032      | Shinjuku           | [ 394 ] |
| Blue Front Shibaura Edifício N                          | 227        | 45    | 2027   | 2031      | Minato             | - Será construído no local do Edifício Hamamatsucho (166 m) |
| Roppongi 1‑Chōme                                        | 225        | 54    | 2025   | 2030      | Minato             | [ 395 ] |
| Estação de Shinjuku Saída Sudoeste Edifício Sul         | 225        | 36    | 2024   | 2029      | Shinjuku / Shibuya | - O local de construção está dividido entre Nishi-Shinjuku e Yoyogi, pelo que o edifício será construído na fronteira entre Shinjuku e Shibuya - Terá o observatório Shinjuku Terrace a cerca de 200 m de altura - O projeto inclui um Edifício Norte (110 m, 2040s) |
| Estação de Ikebukuro Saída Oeste Edifício A             | 220        | 41    | 2036   | 2043      | Toshima            | [ 388 ] [ 389 ] |
| Nihonbashi 1‑Chōme Este Edifício B                      | 213        | 51    | 2028   | 2032      | Chūō               | [ 398 ] |
| Shibuya 2‑Chōme Oeste Edifício B                        | 208        | 41    | 2025   | 2029      | Shibuya            | [ 399 ] |
| Nihonbashi 1‑Chōme Este Edifício A                      | 205        | 40    | 2026   | 2032      | Chūō               | [ 398 ] |
| Nishi-Azabu 3‑Chōme                                     | 201        | 54    | 2024   | 2028      | Minato             | [ 400 ] |
| Minami-Ikebukuro 2‑Chōme B                              | 195        | 57    | TBA    | TBA       | Toshima            | [ 401 ] |
| Kita-Aoyama 2‑Chōme Jingu Gaien Office                  | 190        | 38    | 2025   | 2028      | Minato             | [ 402 ] |
| Kita-Aoyama 2‑Chōme Jingu Gaien Edifício A              | 185        | 40    | 2028   | 2032      | Minato             | [ 402 ] |
| Estação de Ikebukuro Saída Oeste Edifício C (Este)      | 185        | 33    | 2030   | 2034      | Toshima            | [ 388 ] [ 389 ] |
| Nova Sede dos Bombeiros de Tóquio                       | 185        | 22    | 2028   | 2032      | Chiyoda            | - Tipo de estrutura: edifício com mastro/torre - Altura sem mastro/torre: 100 m - Incluído para fins de comparação |
| Kita-Aoyama 3‑Chōme                                     | 180        | 38    | 2025   | 2029      | Minato             | [ 404 ] |
| Toranomon 1‑Chōme Central                               | 180        | 35    | TBA    | TBA       | Minato             | [ 405 ] |
| Kyobashi 3‑Chōme Este                                   | 180        | 35    | 2026   | 2030      | Chūō               | - Terá ligação ao Tokyo Sky Corridor, um parque suspenso que será desenvolvido na atual KK Line entre Kyōbashi e Shinbashi |
| Miyamasuzaka Shibuya 1‑Chōme Bloco A                    | 180        | 33    | 2024   | 2028      | Shibuya            | [ 408 ] |
| Higashi-Ikebukuro 1‑Chōme                               | 180        | 33    | 2025   | 2028      | Toshima            | [ 409 ] |
| Nihonbashi-Muromachi 1‑Chōme                            | 180        | 33    | 2024   | 2028      | Chūō               | [ 410 ] |
| Instituto de Tecnologia de Tóquio Campus de Tamachi     | 178        | 36    | 2026   | 2030      | Minato             | [ 411 ] |
| Shibuya 2‑Chōme Oeste Edifício C                        | 175        | 41    | 2025   | 2029      | Shibuya            | [ 399 ] |
| Estação de Nishi-Nippori Nishi-Nippori 5-Chōme          | 170        | 46    | 2027   | 2031      | Arakawa            | [ 412 ] |
| Takanawa 2-Chōme Sengakuji                              | 170        | 41    | TBA    | TBA       | Minato             | [ 413 ] |
| Koraku 2-Chōme Sul                                      | 170        | 35    | 2026   | 2030      | Bunkyō             | [ 414 ] |
| Soto-Kanda 1‑Chōme                                      | 170        | TBA   | TBA    | 2028      | Chiyoda            | [ 415 ] |
| Kudan-Minami 1‑Chōme Edifício Norte                     | 170        | TBA   | 2026   | 2029      | Chiyoda            | [ 416 ] |
| Minami-Koiwa 7-Chōme                                    | 169        | 44    | 2025   | 2029      | Edogawa            | [ 417 ] |
| Nakano 4‑Chōme Oeste                                    | 165        | 42    | TBA    | TBA       | Nakano             | [ 418 ] |
| Akasaka 7‑Chōme Bloco 2                                 | 164        | 46    | 2025   | 2028      | Minato             | [ 419 ] |
| Estação de Mikawashima Zona Norte Nishi‑Nippori 1‑Chōme | 160        | 43    | 2024   | 2028      | Arakawa            | [ 420 ] |
| Estação de Shin-Koiwa Saída Sul                         | 160        | 39    | 2027   | 2032      | Katsushika         | [ 421 ] |
| Mita 5‑Chōme Oeste                                      | 160        | 37    | 2025   | 2029      | Minato             | [ 422 ] |
| Edifício Principal do Banco MUFG                        | 160        | 28    | TBA    | 2029      | Chiyoda            | [ 423 ] |
| Shibuya 2-Chōme Distrito 22                             | 160        | 24    | TBA    | TBA       | Shibuya            | [ 424 ] |
| Estação de Naka-Meguro Norte                            | 160        | TBA   | TBA    | TBA       | Meguro             | [ 425 ] |
| Ojima 3-Chōme-1                                         | 156        | 42    | 2029   | 2032      | Kōtō               | [ 426 ] |
| Shibuya Upper West                                      | 156        | 34    | 2024   | 2028      | Shibuya            | [ 427 ] |
| Estação de Shinagawa Takanawa 3‑Chōme                   | 155        | 30    | 2026   | 2028      | Minato             | [ 428 ] |
| Projeto Marunouchi 3-1                                  | 155        | 29    | 2025   | 2030      | Chiyoda            | [ 429 ] |
| Estação de Ikebukuro Saída Oeste Edifício C (Oeste)     | 155        | 33    | 2030   | 2034      | Toshima            | [ 389 ] |
| Estação de Shinagawa Saída Oeste A                      | 154        | 29    | 2025   | 2029      | Minato             | - Será construído no local do SHINAGAWA GOOS (119 m) |
| Higashi-Kanamachi 1-Chōme Oeste                         | 150        | 40    | 2026   | 2030      | Katsushika         | [ 431 ] |
| Estação de Yoyogi Saída Oeste Zona Sul                  | 150        | 39    | TBA    | TBA       | Shibuya            | [ 432 ] |
| Koen-dori Zona Oeste                                    | 150        | 34    | 2026   | 2031      | Shibuya            | [ 433 ] |
| Novo Edifício da TOC                                    | 150        | 30    | 2033   | TBA       | Shinagawa          | [ 434 ] |
| Estação de Shinagawa Edifício Sul A                     | 150        | 28    | 2026   | 2037      | Minato             | [ 435 ] |
| Estação de Shinagawa Edifício Norte                     | 150        | 28    | 2026   | 2031      | Minato             | [ 435 ] |
| Edifício Honda Minami-Aoyama 2-Chōme                    | 150        | 25    | 2026   | 2030      | Minato             | [ 436 ] |
| Estação de Iidabashi Zona Central                       | 150        | TBA   | TBA    | TBA       | Chiyoda            | - Um edifício residencial (100 m) fará parte do projeto |
| ONE PARK×ONE TOWN Fase 1                                | TBA        | TBA   | 2025   | 2032      | Chūō               | - Este projeto será construído no local do antigo mercado de Tsukiji - A proposta consiste na construção de 9 edifícios: alturas, número de andares e datas de construção ainda não foram reveladas                                                                  |
| ONE PARK×ONE TOWN Fase 2                                | TBA        | TBA   | TBA    | 2038      | Chūō               | - Este projeto será construído no local do antigo mercado de Tsukiji - A proposta consiste na construção de 9 edifícios: alturas, número de andares e datas de construção ainda não foram reveladas                                                                  |

### Cancelados
Esta tabela lista projetos cancelados com alturas iguais ou superiores a 200 metros, com base na medição de altura padrão.
| Nome                                        | Altura (m) | Pisos | Início | Conclusão | Localização (Ward) | Notas |
| ------------------------------------------- | ---------- | ----- | ------ | --------- | ------------------ | --- |
| Nishi-Shinjuku 3-Chōme Office Tower (Este)  | 338        | 77    | 2007   | 2010      | Shinjuku           | - Este projeto sofreu uma redução de escala: serão construídos dois edifícios residenciais no local (229 m e 228 m) - Para além das Residências 1 e 2, um terceiro edifício residencial (190 m) também fazia parte do projeto |
| Yaesu Twin Towers Norte                     | 330        | 80    | —      | —         | Chūō               | - O projeto Estação de Tóquio Yaesu 1-Chōme Este (250 m) está em construção no local |
| Yaesu Twin Towers Sul                       | 330        | 80    | —      | —         | Chūō               | - Tokyo Midtown Yaesu Central Tower (240 m) foi construído no local |
| JR Ueno Railway Station Tower               | 300        | 67    | —      | 1995      | Taitō              | [ 443 ] |
| Nishi-Shinjuku 3-Chōme Residência 1 (Norte) | 245        | 66    | 2007   | 2010      | Shinjuku           | [ 444 ] |
| Nishi-Shinjuku 3-Chōme Residência 2 (Sul)   | 245        | 66    | 2007   | 2010      | Shinjuku           | [ 445 ] |
| Lotte World Tokyo                           | 210        | 53    | 1999   | 2002      | Edogawa            | [ 446 ] |

## Estruturas demolidas
As tabelas presentes abaixo listam estruturas demolidas em Tóquio, separando estruturas habitáveis de estruturas não habitáveis ou parcialmente habitáveis.

### Edifícios demolidos

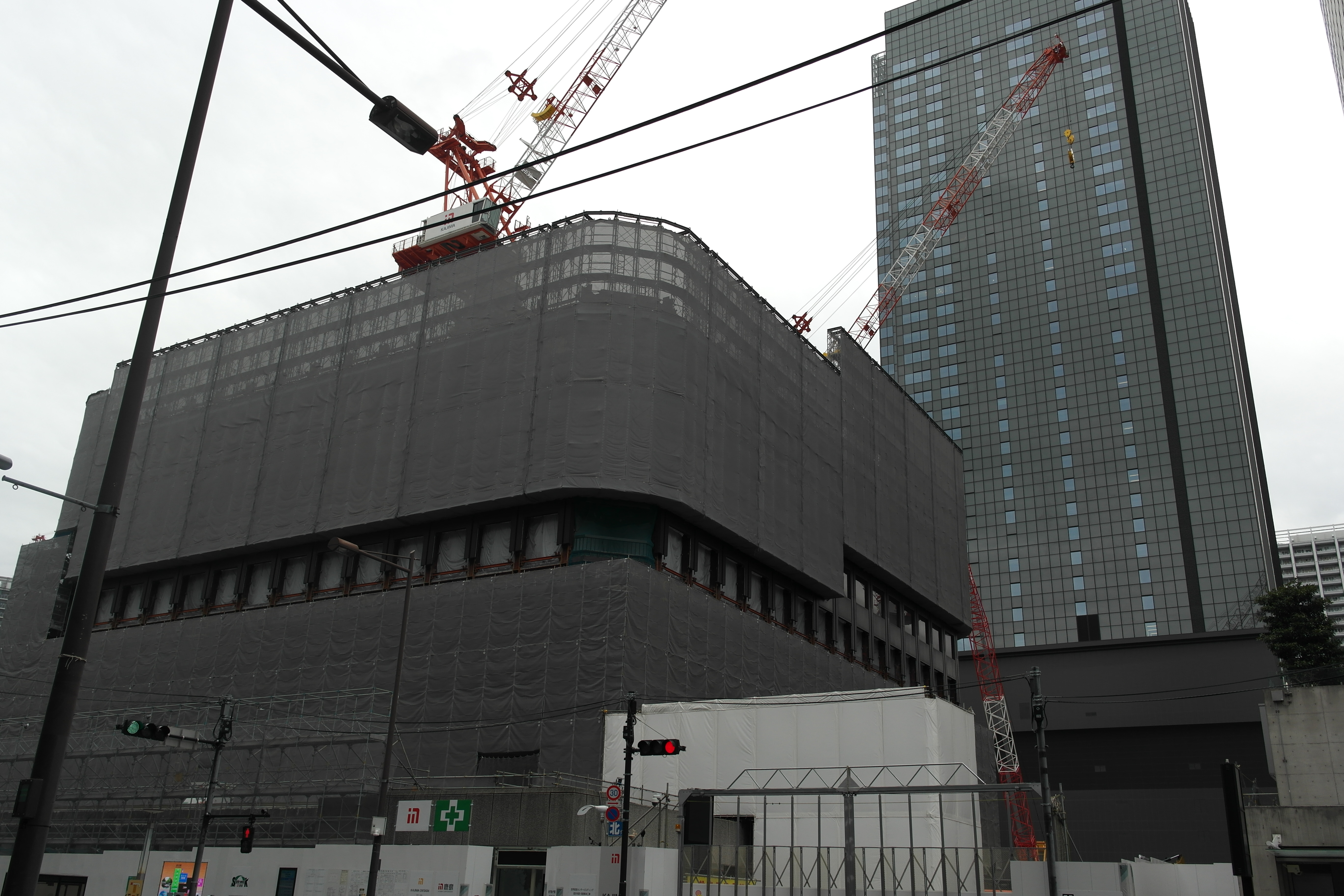
Demolição do Edifício do WTC (1.ª Geração), a 15 de janeiro de 2023.

Esta lista classifica edifícios demolidos em Tóquio cuja altura era igual ou superior a 100 metros, com base na medição de altura padrão. A coluna "Ano (C)" indica o ano em que um edifício foi concluído, enquanto a coluna "Ano (D)" indica o ano de conclusão dos trabalhos de demolição. Edifícios em processo de demolição ou planeados para serem demolidos também estão incluídos na lista, mas não estão classificados.
| Posição | Nome                                         | Imagem                                         | Altura (m) | Pisos | Ano (C) | Ano (D) | Localização                                 | Notas |
| ------- | -------------------------------------------- | ---------------------------------------------- | ---------- | ----- | ------- | ------- | ------------------------------------------- | --- |
| —       | Edifício Hamamatsucho (Edifício da Toshiba)  | Toshiba Building (Hamamatsucho Building)       | 166        | 40    | 1984    | TBA     | Minato 35° 39′ 06″ N, 139° 45′ 27,89″ L     | - Edifício mais alto concluído no Japão na década de 1980 - Será demolido: Blue Front Shibaura Edifício N (227 m) será construído no local                                                                    |
| 1       | Edifício do World Trade Center (1.ª Geração) | World Trade Center Building (1st Generation)   | 163        | 40    | 1970    | 2023    | Minato 35° 39′ 21,91″ N, 139° 45′ 23,63″ L  | - Edifício mais alto da Ásia aquando da sua conclusão - 2.º arranha-céus construído no Japão (150 m ou mais) - O novo World Trade Center (234 m) está em construção no local                                  |
| 2       | Grand Prince Hotel Akasaka                   | Grand Prince Hotel Akasaka                     | 139        | 39    | 1982    | 2013    | Chiyoda 35° 40′ 46,01″ N, 139° 44′ 13,93″ L | - Tokyo Garden Terrace Kioicho foi construído no local, incluindo a Kioi Tower (180 m) |
| 3       | Edifício Sede do Banco Mizuho Uchisaiwaichō  | Mizuho Bank Uchisaiwaichō Head Office Building | 132        | 32    | 1981    | 2024    | Chiyoda 35° 40′ 14,21″ N, 139° 45′ 26,56″ L | - Altura do pináculo: 143 m - Tokyo Cross Park South Tower (233 m) será construído no local |
| —       | Imperial Hotel Tower                         | Imperial Hotel Tower                           | 129        | 31    | 1983    | TBA     | Chiyoda 35° 40′ 18,64″ N, 139° 45′ 33,87″ L | - Demolição terá início em 2024 - Tokyo Cross Park North Tower (230 m) será construído no local - O edifício principal do hotel (61 m) também será demolido, dando lugar ao novo Hotel Imperial (145 m, 2036) |
| 4       | Edifício Sede do Banco Shinsei (1993–2012)   | Edifício Sede do Banco Shinsei (1993–2012)     | 126        | 21    | 1993    | 2013    | Chiyoda 35° 40′ 15,07″ N, 139° 45′ 13,04″ L | - Hibiya Park Front (111 m) foi construído no local |
| 5       | Edifício Asahi Seimei Otemachi               | Edifício Asahi Seimei Otemachi                 | 120        | 29    | 1971    | 2023    | Chiyoda 35° 41′ 04,08″ N, 139° 46′ 08,04″ L | - A Torch Tower (385 m) está em construção no local |
| —       | SHINAGAWA GOOS (Hotel Pacific Tokyo)         | SHINAGAWA GOOS (Hotel Pacific Tokyo)           | 119        | 30    | 1971    | 2025    | Minato 35° 37′ 47,3″ N, 139° 44′ 09,82″ L   | - Em demolição - O projeto da Estação de Shinagawa Entrada Oeste Distrito A (154 m) será construído no local                                                                                                  |
| 6       | Edifício Shin-Gofukubashi                    | Edifício Shin-Gofukubashi                      | 112        | 21    | 1977    | 2024    | Chūō 35° 41′ 01,48″ N, 139° 46′ 18,21″ L    | - O projeto Yaesu 1-Chōme Distrito Norte (218 m) será construído no local |
| 7       | Hotel Sofitel Tokyo                          | Hotel Sofitel Tokyo                            | 110        | 26    | 1994    | 2008    | Taitō 35° 42′ 45,43″ N, 139° 46′ 05,55″ L   | - Primeiro edifício com 100 m ou mais a ser demolido no Japão - A Park Tower Ueno Ikenohata (107 m) foi construída no local                                                                                   |
| 8       | Edifício Hibiya U-1 (Yamato Seimei)          | Edifício Hibiya U-1 (Yamato Seimei)            | 109        | 26    | 1984    | 2023    | Chiyoda 35° 40′ 18,5″ N, 139° 45′ 27,56″ L  | - Tokyo Cross Park Central Tower (235 m) será construído no local |
| 9=      | Edifício Tokyo Kaijo                         | Edifício Tokyo Kaijo                           | 108        | 25    | 1974    | 2024    | Chiyoda 35° 40′ 57,54″ N, 139° 45′ 46,58″ L | - O Edifício Tokyo Marine Nichido (111 m) será construído no local |
| 9=      | Edifício Resona Maruha                       | Edifício Resona Maruha                         | 108        | 24    | 1978    | 2013    | Chiyoda 35° 41′ 10,02″ N, 139° 45′ 43,2″ L  | - O Edifício ENEOS (115 m) foi construído no local |
| 11      | Otemachi Financial Center                    | Otemachi Financial Center                      | 105        | 24    | 1992    | 2012    | Chiyoda 35° 41′ 07,44″ N, 139° 45′ 53,94″ L | - A Otemachi Tower (200 m) foi construída no local |
| 12=     | Edifício Mitsui Bussan                       | Edifício Mitsui Bussan                         | 100        | 24    | 1974    | 2016    | Chiyoda 35° 41′ 15,99″ N, 139° 45′ 44,86″ L | - O Edifício Mitsui & Co. (158 m) foi construído no local |
| 12=     | Edifício Kokusai Shin-Akasaka East Tower     | Edifício Kokusai Shin-Akasaka East Tower       | 100        | 24    | 1980    | 2023    | Minato 35° 40′ 19,54″ N, 139° 44′ 13,53″ L  | - Altura do pináculo: 139 m - O projeto Akasaka 2-6-Chōme Edifício Este (207 m) está em construção no local                                                                                                   |
| —       | Edifício Morinaga Plaza                      | Edifício Morinaga Plaza                        | 100        | 24    | 1974    | 2025    | Minato 35° 38′ 47,81″ N, 139° 44′ 51,78″ L  | - Em demolição - O projeto Estação de Tamachi Saída Oeste (125 m) será construído no local |

### Estruturas não habitáveis ou parcialmente habitáveis demolidas
Esta lista classifica estruturas não habitáveis ou parcialmente habitáveis demolidas ou destruídas em Tóquio, incluindo as ilhas remotas de Iwo Jima e Minami-Torishima (Ilha Marcus)[J], cuja altura era igual ou superior a 100 metros, com base na medição de altura padrão. A coluna "Ano (C)" indica o ano em que uma estrutura foi concluída, enquanto a coluna "Ano (D)" indica o ano de conclusão dos trabalhos de demolição. Estruturas em processo de demolição ou planeadas para serem demolidas também estão incluídas na lista, mas não estão classificadas.
| Posição | Nome                                             | Imagem                                          | Altura (m) | Pisos | Ano (C) | Ano (D) | Localização                                  | Notas |
| ------- | ------------------------------------------------ | ----------------------------------------------- | ---------- | ----- | ------- | ------- | -------------------------------------------- | --- |
| 1=      | 1.º Mastro de Transmissão LORAN-C de Iwo Jima    |                                                 | 412        | —     | 1963    | 1965    | Iwo Jima[J] 24° 48′ 08″ N, 141° 19′ 32″ L    | - Tipo de estrutura: mastro estaiado - Colapsou e foi substituído                                                              |
| 1=      | 1.º Mastro de Transmissão LORAN-C da Ilha Marcus |                                                 | 412        | —     | 1964    | 1985    | Ilha Marcus[J] 24° 17′ 08″ N, 153° 58′ 54″ L | - Tipo de estrutura: mastro estaiado - Substituído por um mastro menor                                                         |
| 1=      | 2.º Mastro de Transmissão LORAN-C de Iwo Jima    | 2.º Mastro de Transmissão LORAN-C de Iwo Jima   | 412        | —     | 1965    | 1993    | Iwo Jima[J] 24° 48′ 08″ N, 141° 19′ 32″ L    | - Tipo de estrutura: mastro estaiado                                                                                           |
| 4=      | 2º Mastro de Transmissão LORAN-C da Ilha Marcus  | 2º Mastro de Transmissão LORAN-C da Ilha Marcus | 213        | —     | 1986    | 2000    | Ilha Marcus[J] 24° 17′ 08″ N, 153° 58′ 54″ L | - Tipo de estrutura: mastro estaiado - Foi substituído por um terceiro mastro                                                  |
| 4=      | 3º Mastro de Transmissão LORAN-C da Ilha Marcus  |                                                 | 213        | —     | 2000    | 2010    | Ilha Marcus[J] 24° 17′ 08″ N, 153° 58′ 54″ L | - Tipo de estrutura: mastro estaiado                                                                                           |
| —       | Edifício da TEPCO                                | Edifício da TEPCO                               | 200        | 22    | 1997    | TBA     | Chiyoda 35° 40′ 12,9″ N, 139° 45′ 30,8″ L    | - Tipo de estrutura: edifício com torre de treliça - Será demolido: Tokyo Cross Park será construído no local                  |
| 6       | Central de Incineração de Suginami               | Central de Incineração de Suginami              | 160        | —     | 1982    | 2012    | Suginami 35° 41′ 01,29″ N, 139° 37′ 01,8″ L  | - Tipo de estrutura: chaminé - Uma nova chaminé (160 m) foi construída no local                                                |
| 7       | Central de Incineração de Edogawa                | Central de Incineração de Edogawa               | 150        | 5     | 1997    | 2024    | Edogawa 35° 41′ 04,03″ N, 139° 54′ 17,34″ L  | - Tipo de estrutura: chaminé - Uma nova chaminé (150 m) encontra-se em construção no local                                     |
| —       | Central de Incineração de Kita                   | Central de Incineração de Kita                  | 120        | 6     | 1998    | 2026    | Kita 35° 46′ 30,7″ N, 139° 43′ 53,4″ L       | - Tipo de estrutura: chaminé - Em demolição - Uma nova chaminé será construída no local                                        |
| 8       | Roda-gigante de Palette Town (Daikanransha)      | Daikanransha                                    | 115        | —     | 1999    | 2022    | Kōtō 35° 37′ 34,9″ N, 139° 46′ 56,2″ L       | - Tipo de estrutura: roda-gigante - Roda-gigante mais alta do mundo aquando da sua conclusão - Encerrou a 31 de agosto de 2022 |

## Linha cronológica dos edifícios mais altos

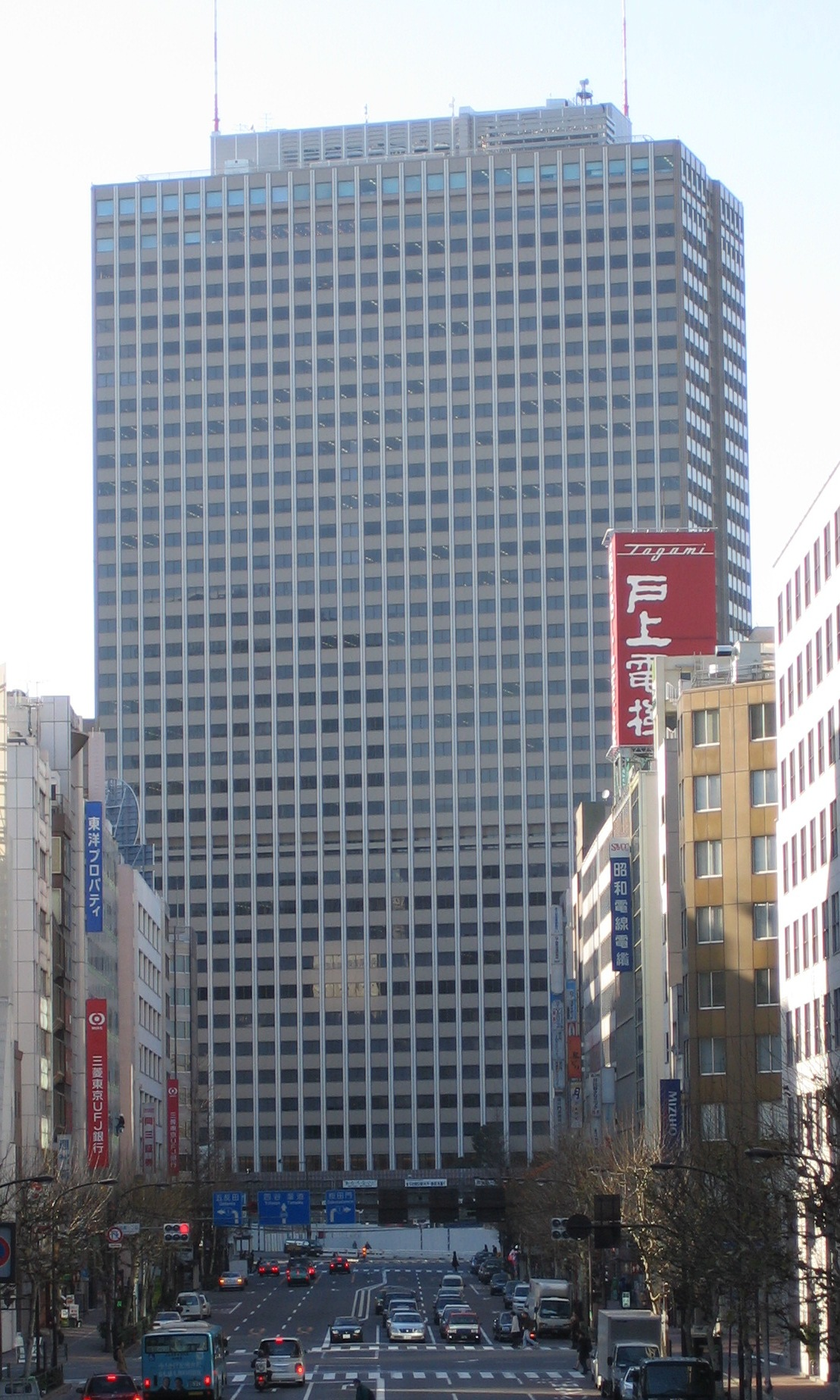
Concluído em 1968, o Edifício Kasumigaseki foi o primeiro arranha-céus de escritórios em Tóquio e foi o edifício mais alto da prefeitura até 1970.

Abaixo encontra-se a lista de edifícios que já detiveram o título de edifício mais alto de Tóquio. Os anos indicados são referentes à conclusão de um edifício e não necessariamente ao ano em que o mesmo foi topped out. Desde a sua conclusão em 2023, a Azabudai Hills Mori JP Tower detém o título de edifício mais alto em Tóquio. A estrutura mais alta é, no entanto, a Tokyo Skytree. Torres como a Tokyo Skytree e a Torre de Tóquio encontram-se na lista para fins de comparação, assim como chaminés, apesar de não serem consideradas edifícios.
| Nome                                                      | Imagem                                                    | Período       | Altura (m) | Pisos | Localização (Ward) | Notas                                                                    |
| --------------------------------------------------------- | --------------------------------------------------------- | ------------- | ---------- | ----- | ------------------ | ------------------------------------------------------------------------ |
| Ryōunkaku                                                 | Ryōunkaku                                                 | 1890–1923     | 69         | 12    | Taitō              | [ 468 ]                                                                  |
| Central Termoelétrica de Asakusa                          |                                                           | 1923–1926     | 66         | —     | Taitō              | - Tipo de estrutura: chaminé - Esteve em funcionamento entre 1895 e 1926 |
| Edifício Marunouchi (original)                            |                                                           | 1923–1936     | 33         | 8     | Chiyoda            | [ 469 ]                                                                  |
| Central Termoelétrica de Senju                            | Central Termoelétrica de Senju                            | 1926–1958     | 84         | —     | Adachi             | - Tipo de estrutura: chaminé - Esteve em funcionamento entre 1926 e 1963 |
| Edifício da Dieta Nacional                                | Edifício da Dieta Nacional                                | 1936–1964     | 65         | 9     | Chiyoda            | [ 470 ]                                                                  |
| Torre de Tóquio                                           | Torre de Tóquio                                           | 1958–2012     | 333        | 7     | Minato             |                                                                          |
| Hotel New Otani Tokyo                                     | Hotel New Otani Tokyo                                     | 1964–1968     | 72         | 17    | Chiyoda            | [ 16 ]                                                                   |
| Edifício Kasumigaseki                                     | Edifício Kasumigaseki                                     | 1968–1970     | 156        | 36    | Chiyoda            | [ 471 ]                                                                  |
| Edifício do World Trade Center (1.ª Geração)              | Edifício do World Trade Center (1.ª Geração)              | 1970–1971     | 163        | 40    | Minato             | [ 472 ]                                                                  |
| Keio Plaza Hotel                                          | Keio Plaza Hotel                                          | 1971–1974     | 178        | 47    | Shinjuku           | [ 473 ]                                                                  |
| Edifício Shinjuku Sumitomo                                | Edifício Shinjuku Sumitomo                                | 1974–1974     | 210        | 52    | Shinjuku           | [ 98 ]                                                                   |
| Edifício Shinjuku Mitsui                                  | Edifício Shinjuku Mitsui                                  | 1974–1978     | 225        | 55    | Shinjuku           | [ 72 ]                                                                   |
| Sunshine 60                                               | Sunshine 60                                               | 1978–1991     | 240        | 60    | Toshima            | [ 45 ]                                                                   |
| Edifício N.º 1 do Governo Metropolitano de Tóquio (Tochō) | Edifício N.º 1 do Governo Metropolitano de Tóquio (Tochō) | 1991–2007     | 243        | 48    | Shinjuku           | [ 42 ]                                                                   |
| Midtown Tower                                             | Midtown Tower                                             | 2007–2014     | 248        | 54    | Minato             | [ 39 ]                                                                   |
| Tokyo Skytree                                             | Tokyo Skytree                                             | 2012–presente | 634        | 32    | Sumida             |                                                                          |
| Toranomon Hills Mori Tower                                | Toranomon Hills Mori Tower                                | 2014–2023     | 256        | 52    | Minato             | [ 34 ]                                                                   |
| Azabudai Hills Mori JP Tower                              | Azabudai Hills Mori JP Tower                              | 2023–presente | 325        | 64    | Minato             | [ 9 ]                                                                    |